# Tavole genealogiche della famiglia Ghilini
Le tavole genealogiche seguono la linea dettata da Francesco Guasco di Bisio nel VI volume della sua opera citata in bibliografia, riconosciuta dagli storici essere la fonte più attendibile. Per un confronto generale consultare la Tavola genealogica.

## Struttura del casato
|                                                    |                                                    |                                        |                                             |                                   |                                   |                             |                                 |                                     |                                     |                                      |                                      |
|                                                    |                                                    |                                        | Signori di Marengo e Sezzè XII - XVI secolo |                                   |                                   |                             |                                 |                                     |                                     |                                      |                                      |
|                                                    |                                                    |                                        |                                             |                                   |                                   |                             |                                 |                                     |                                     |                                      |                                      |
|                                                    |                                                    |                                        |                                             |                                   |                                   |                             |                                 |                                     |                                     |                                      |                                      |
| Signori di Gamalero e Borgoratto 1438 - XVI secolo | Signori di Gamalero e Borgoratto 1438 - XVI secolo | Signori di Castelceriolo 1439 - 1810   | Signori di Castelceriolo 1439 - 1810        |                                   |                                   |                             | Signori di Movarone 1494 - 1689 | Signori di Movarone 1494 - 1689     |                                     |                                      |                                      |
|                                                    |                                                    |                                        |                                             |                                   |                                   |                             |                                 |                                     |                                     |                                      |                                      |
|                                                    |                                                    |                                        |                                             |                                   |                                   |                             |                                 |                                     |                                     |                                      |                                      |
|                                                    |                                                    | Ghilini-Balbo Bertone 1791 - esistente | Ghilini-Balbo Bertone 1791 - esistente      | Marchesi di Maranzana 1670 - 1832 | Marchesi di Maranzana 1670 - 1832 | Conti di Pavone 1676 - 1742 | Conti di Pavone 1676 - 1742     | Aribaldi-Ghilini XVII secolo - 1891 | Aribaldi-Ghilini XVII secolo - 1891 | Ghilini-Pettenari XVII secolo - 1867 | Ghilini-Pettenari XVII secolo - 1867 |

## Linee di successione

### Signori di Marengo e Sezzè
|                                     |                                     |                                                   |                                                   |                 |                 |                                                       |                                                         |                                                         |                                               |                                                 |                                                  |                                                    |                                                    |                                                    |                                                    |                       |                                                               |                                                               |                         |                         |
|                                     |                                     |                                                   |                                                   |                 |                 |                                                       |                                                         |                                                         |                                               | Gherardo I XII secolo                           |                                                  |                                                    |                                                    |                                                    |                                                    |                       |                                                               |                                                               |                         |                         |
|                                     |                                     |                                                   |                                                   |                 |                 |                                                       |                                                         |                                                         |                                               |                                                 |                                                  |                                                    |                                                    |                                                    |                                                    |                       |                                                               |                                                               |                         |                         |
|                                     |                                     |                                                   |                                                   |                 |                 |                                                       |                                                         |                                                         |                                               |                                                 |                                                  |                                                    |                                                    |                                                    |                                                    |                       |                                                               |                                                               |                         |                         |
|                                     |                                     |                                                   |                                                   |                 |                 |                                                       |                                                         |                                                         | Vermo *? † post 1253                          | Vermo *? † post 1253                            | Ottone *? †1239                                  | Ottone *? †1239                                    |                                                    |                                                    |                                                    |                       |                                                               |                                                               |                         |                         |
|                                     |                                     |                                                   |                                                   |                 |                 |                                                       |                                                         |                                                         |                                               |                                                 |                                                  |                                                    |                                                    |                                                    |                                                    |                       |                                                               |                                                               |                         |                         |
|                                     |                                     |                                                   |                                                   |                 |                 |                                                       |                                                         |                                                         |                                               |                                                 |                                                  |                                                    |                                                    |                                                    |                                                    |                       |                                                               |                                                               |                         |                         |
|                                     |                                     |                                                   |                                                   |                 |                 |                                                       | Giovanni *? †test. 22.VII.1289 ⚭ Beatrice Spinola *? †? | Giovanni *? †test. 22.VII.1289 ⚭ Beatrice Spinola *? †? |                                               |                                                 |                                                  | Giacomo I fl. 1253–1270                            | Giacomo I fl. 1253–1270                            |                                                    |                                                    |                       |                                                               |                                                               |                         |                         |
|                                     |                                     |                                                   |                                                   |                 |                 |                                                       |                                                         |                                                         |                                               |                                                 |                                                  |                                                    |                                                    |                                                    |                                                    |                       |                                                               |                                                               |                         |                         |
|                                     |                                     |                                                   |                                                   |                 |                 |                                                       |                                                         |                                                         |                                               |                                                 |                                                  |                                                    |                                                    |                                                    |                                                    |                       |                                                               |                                                               |                         |                         |
|                                     |                                     |                                                   |                                                   |                 |                 | Giacomino *? †?                                       | Giacomino *? †?                                         | Tommaso *? †?                                           | Tommaso *? †?                                 | Francesco viv. 1300 ⚭ Margherita Malpigli *? †? | Francesco viv. 1300 ⚭ Margherita Malpigli *? †?  |                                                    | Gherardo II fl. 1292–1300                          | Gherardo II fl. 1292–1300                          | Ruffino fl. 1293–1301                              | Ruffino fl. 1293–1301 |                                                               |                                                               |                         |                         |
|                                     |                                     |                                                   |                                                   |                 |                 |                                                       |                                                         |                                                         |                                               |                                                 |                                                  |                                                    |                                                    |                                                    |                                                    |                       |                                                               |                                                               |                         |                         |
|                                     |                                     |                                                   |                                                   |                 |                 |                                                       |                                                         |                                                         |                                               |                                                 |                                                  |                                                    |                                                    |                                                    |                                                    |                       |                                                               |                                                               |                         |                         |
|                                     |                                     |                                                   |                                                   |                 |                 |                                                       |                                                         |                                                         | Andrea *? †1343                               | Andrea *? †1343                                 | Tomena *? †? ⚭ Nicolino Canefri test. 11.IX.1347 | Tomena *? †? ⚭ Nicolino Canefri test. 11.IX.1347   | Giovanni Giacomo I fl. 1334–1338                   | Giovanni Giacomo I fl. 1334–1338                   |                                                    |                       |                                                               |                                                               |                         |                         |
|                                     |                                     |                                                   |                                                   |                 |                 |                                                       |                                                         |                                                         |                                               |                                                 |                                                  |                                                    |                                                    |                                                    |                                                    |                       |                                                               |                                                               |                         |                         |
|                                     |                                     |                                                   |                                                   |                 |                 |                                                       |                                                         |                                                         |                                               |                                                 |                                                  |                                                    |                                                    |                                                    |                                                    |                       |                                                               |                                                               |                         |                         |
|                                     |                                     |                                                   |                                                   |                 |                 |                                                       |                                                         |                                                         | Gherardo III fl. 1347–1392                    | Gherardo III fl. 1347–1392                      |                                                  |                                                    | Tomaso *? †1402                                    | Tomaso *? †1402                                    |                                                    |                       | Giovanni I fl. 1377–1386                                      | Giovanni I fl. 1377–1386                                      |                         |                         |
|                                     |                                     |                                                   |                                                   |                 |                 |                                                       |                                                         |                                                         |                                               |                                                 |                                                  |                                                    |                                                    |                                                    |                                                    |                       |                                                               |                                                               |                         |                         |
|                                     |                                     |                                                   |                                                   |                 |                 |                                                       |                                                         |                                                         |                                               |                                                 |                                                  |                                                    |                                                    |                                                    |                                                    |                       |                                                               |                                                               |                         |                         |
|                                     |                                     |                                                   |                                                   |                 |                 | Giacomo II *? †1434 ⚭ N.N. *? †?                      | Giacomo II *? †1434 ⚭ N.N. *? †?                        |                                                         | Pietro viv. 1400                              | Pietro viv. 1400                                |                                                  |                                                    | Andrea fl. 1396–1425                               | Andrea fl. 1396–1425                               | Bartolomeo *? †?                                   | Bartolomeo *? †?      | Cristoforo I *? †1439 ⚭ Lucrezia de' Terenzi di Pisauro *? †? | Cristoforo I *? †1439 ⚭ Lucrezia de' Terenzi di Pisauro *? †? | Francesco fl. 1397–1411 | Francesco fl. 1397–1411 |
|                                     |                                     |                                                   |                                                   |                 |                 |                                                       |                                                         |                                                         |                                               |                                                 |                                                  |                                                    |                                                    |                                                    |                                                    |                       |                                                               |                                                               |                         |                         |
|                                     |                                     |                                                   |                                                   |                 |                 |                                                       |                                                         |                                                         |                                               |                                                 |                                                  |                                                    |                                                    |                                                    |                                                    |                       |                                                               |                                                               |                         |                         |
|                                     |                                     | Gherardo IV fl. 1440–1446                         | Gherardo IV fl. 1440–1446                         |                 |                 | Rolando test. 14.V.1463 †ante 1465 ⚭ Dorotea N. *? †? | Rolando test. 14.V.1463 †ante 1465 ⚭ Dorotea N. *? †?   | Luchino fl. 1447–1456 ⚭ Isabella N. *? †?               | Luchino fl. 1447–1456 ⚭ Isabella N. *? †?     | Gerolamo *? †1443                               | Gerolamo *? †1443                                | Signori di Gamalero e Borgoratto Simonino *? †1449 | Signori di Gamalero e Borgoratto Simonino *? †1449 | Lorenzo fl. 1433–1436 ⚭ Bartolomea Landriani *? †? | Lorenzo fl. 1433–1436 ⚭ Bartolomea Landriani *? †? |                       | · Signori di Castelceriolo                                    | · Signori di Castelceriolo                                    |                         |                         |
|                                     |                                     |                                                   |                                                   |                 |                 |                                                       |                                                         |                                                         |                                               |                                                 |                                                  |                                                    |                                                    |                                                    |                                                    |                       |                                                               |                                                               |                         |                         |
|                                     |                                     |                                                   |                                                   |                 |                 |                                                       |                                                         |                                                         |                                               |                                                 |                                                  |                                                    |                                                    |                                                    |                                                    |                       |                                                               |                                                               |                         |                         |
| Giovanni Tomaso *? †ante 11.II.1510 | Giovanni Tomaso *? †ante 11.II.1510 | Giovanni Nicolò *? †1496 ⚭ Taddea Zabaldani *? †? | Giovanni Nicolò *? †1496 ⚭ Taddea Zabaldani *? †? | Biagio *? †1473 | Biagio *? †1473 | Lucrezia *? †?                                        | Lucrezia *? †?                                          | Susanna fl. 1457 ⚭ Marco Trotti *? †1486                | Susanna fl. 1457 ⚭ Marco Trotti *? †1486      |                                                 |                                                  | Facino Stefano *? †1472                            | Facino Stefano *? †1472                            | Giorgio Lorenzo viv. 1459                          | Giorgio Lorenzo viv. 1459                          |                       |                                                               |                                                               |                         |                         |
|                                     |                                     |                                                   |                                                   |                 |                 |                                                       |                                                         |                                                         |                                               |                                                 |                                                  |                                                    |                                                    |                                                    |                                                    |                       |                                                               |                                                               |                         |                         |
|                                     |                                     |                                                   |                                                   |                 |                 |                                                       |                                                         |                                                         |                                               |                                                 |                                                  |                                                    |                                                    |                                                    |                                                    |                       |                                                               |                                                               |                         |                         |
| · Signori di Movarone               | · Signori di Movarone               | Taddeo *? †?                                      | Taddeo *? †?                                      |                 |                 |                                                       |                                                         | · Tavole genealogiche · della famiglia Trotti           | · Tavole genealogiche · della famiglia Trotti |                                                 |                                                  |                                                    |                                                    |                                                    |                                                    |                       |                                                               |                                                               |                         |                         |

### Signori di Castelceriolo
|                    |                    |                          |                          |                                                             |                                                             |                                          |                                          |                                                                                            | | |                                                                                    |                                                                                           |                                                                                           |                                                                                          |                                                            |                                              |                                             |                                                                              |                                                                              |                                                                             |                                                              | |                                                          |                                                   |                                                                           |                                                                           |                                                |                                                                                    |                                                                                    |                                                                        |                                             |                                               |                                               |
|                    |                    |                          |                          |                                                             |                                                             |                                          |                                          |                                                                                            | | |                                                                                    |                                                                                           |                                                                                           |                                                                                          |                                                            |                                              |                                             |                                                                              |                                                                              |                                                                             |                                                              | · Signori di Marengo e Sezzè · Cristoforo I · *? †1439 · ⚭ Lucrezia de' Terenzi di Pisauro · *? †? |                                                          |                                                   |                                                                           |                                                                           |                                                |                                                                                    |                                                                                    |                                                                        |                                             |                                               |                                               |
|                    |                    |                          |                          |                                                             |                                                             |                                          |                                          |                                                                                            | | |                                                                                    |                                                                                           |                                                                                           |                                                                                          |                                                            |                                              |                                             |                                                                              |                                                                              |                                                                             |                                                              | |                                                          |                                                   |                                                                           |                                                                           |                                                |                                                                                    |                                                                                    |                                                                        |                                             |                                               |                                               |
|                    |                    |                          |                          |                                                             |                                                             |                                          |                                          |                                                                                            | | |                                                                                    |                                                                                           |                                                                                           |                                                                                          |                                                            |                                              |                                             |                                                                              |                                                                              |                                                                             |                                                              | |                                                          |                                                   |                                                                           |                                                                           |                                                |                                                                                    |                                                                                    |                                                                        |                                             |                                               |                                               |
|                    |                    |                          |                          |                                                             |                                                             |                                          |                                          |                                                                                            | | |                                                                                    |                                                                                           |                                                                                           | Giuliano I test. 1474 ⚭ Margherita Birago *? †?                                          | Giuliano I test. 1474 ⚭ Margherita Birago *? †?            |                                              |                                             |                                                                              |                                                                              | Bartolomeo *? †ante 17.VIII.1459                                            | Bartolomeo *? †ante 17.VIII.1459                             | |                                                          |                                                   |                                                                           |                                                                           | Giovanni II *? †1483 ⚭ Maria Scarampi *? †?    | Giovanni II *? †1483 ⚭ Maria Scarampi *? †?                                        | Giovanna *? †? ⚭ Giovanni Gambaruti *? †? ⚭ Luchino Gambarini *? †1461             | Giovanna *? †? ⚭ Giovanni Gambaruti *? †? ⚭ Luchino Gambarini *? †1461 | Catterina *? †? ⚭ Nicolò Trivulzio *? †?    | Catterina *? †? ⚭ Nicolò Trivulzio *? †?      |                                               |
|                    |                    |                          |                          |                                                             |                                                             |                                          |                                          |                                                                                            | | |                                                                                    |                                                                                           |                                                                                           |                                                                                          |                                                            |                                              |                                             |                                                                              |                                                                              |                                                                             |                                                              | |                                                          |                                                   |                                                                           |                                                                           |                                                |                                                                                    |                                                                                    |                                                                        |                                             |                                               |                                               |
|                    |                    |                          |                          |                                                             |                                                             |                                          |                                          |                                                                                            | | |                                                                                    |                                                                                           |                                                                                           |                                                                                          |                                                            |                                              |                                             |                                                                              |                                                                              |                                                                             |                                                              | |                                                          |                                                   |                                                                           |                                                                           |                                                |                                                                                    |                                                                                    |                                                                        |                                             |                                               |                                               |
|                    |                    |                          |                          |                                                             |                                                             |                                          |                                          |                                                                                            | | Andrea *? †1517 ⚭ (I) Maddalena N. *? †? ⚭ (II) Zanina De Here *? †?                                                                       | Andrea *? †1517 ⚭ (I) Maddalena N. *? †? ⚭ (II) Zanina De Here *? †?               | Francesco *? †1511 ⚭ (I) Apollonia Meda viv. 16.XII.1474 ⚭ (II) Clara N. test. 20.II.1523 | Francesco *? †1511 ⚭ (I) Apollonia Meda viv. 16.XII.1474 ⚭ (II) Clara N. test. 20.II.1523 |                                                                                          | Isabella *? †? ⚭ Giuliano Lanzavecchia *? †?               | Isabella *? †? ⚭ Giuliano Lanzavecchia *? †? |                                             | Maria *? †? ⚭ (I) Pietro Alciati *? †? ⚭ (II) Filippo Maria Visconti *? 1483 | Maria *? †? ⚭ (I) Pietro Alciati *? †? ⚭ (II) Filippo Maria Visconti *? 1483 |                                                                             |                                                              | |                                                          |                                                   |                                                                           | Manfredo I *? †1479 ⚭ Elisabetta Lupi *? †1474                            | Manfredo I *? †1479 ⚭ Elisabetta Lupi *? †1474 | Anna Antonia *? †? ⚭ (I) Pietrino Cavazza *? †? ⚭ (II) Giorgio Varole *? †?        | Anna Antonia *? †? ⚭ (I) Pietrino Cavazza *? †? ⚭ (II) Giorgio Varole *? †?        |                                                                        |                                             |                                               |                                               |
|                    |                    |                          |                          |                                                             |                                                             |                                          |                                          |                                                                                            | | |                                                                                    |                                                                                           |                                                                                           |                                                                                          |                                                            |                                              |                                             |                                                                              |                                                                              |                                                                             |                                                              | |                                                          |                                                   |                                                                           |                                                                           |                                                |                                                                                    |                                                                                    |                                                                        |                                             |                                               |                                               |
|                    |                    |                          |                          |                                                             |                                                             |                                          |                                          |                                                                                            | | |                                                                                    |                                                                                           |                                                                                           |                                                                                          |                                                            |                                              |                                             |                                                                              |                                                                              |                                                                             |                                                              | |                                                          |                                                   |                                                                           |                                                                           |                                                |                                                                                    |                                                                                    |                                                                        |                                             |                                               |                                               |
|                    |                    |                          |                          |                                                             |                                                             |                                          |                                          | (I) Giuliano II *? †1531 ⚭ (I) Margherita Panizzone viv. 1505 ⚭ (II) Silvia Crotti *? †?   | (I) Giuliano II *? †1531 ⚭ (I) Margherita Panizzone viv. 1505 ⚭ (II) Silvia Crotti *? †?                                                   | Giacomo *? †? | Giacomo *? †?                                                                      | (I) Antonia fl. 1503 ⚭ Giovanni Paolo Trotti Bentivoglio *? †~1546                        | (I) Antonia fl. 1503 ⚭ Giovanni Paolo Trotti Bentivoglio *? †~1546                        | (I) Margherita test. 30.VI.1520 ⚭ Annibale Guasco *? †1527                               | (I) Margherita test. 30.VI.1520 ⚭ Annibale Guasco *? †1527 | (II) Ottaviano *? †1548                      | (II) Ottaviano *? †1548                     | (I) Lucrezia Beata Illuminata *? †1540                                       | (I) Lucrezia Beata Illuminata *? †1540                                       | Giovanni Antonio I test. 15.IX.1527 ⚭ Lucia Bottigella *? †?                | Giovanni Antonio I test. 15.IX.1527 ⚭ Lucia Bottigella *? †? | Giovanni Bartolomeo *1466 †1508 ⚭ Tarsia Dal Pozzo *? †?                                           | Giovanni Bartolomeo *1466 †1508 ⚭ Tarsia Dal Pozzo *? †? | Giovanni Giacomo *? †1529 ⚭ Maria Guasco fl. 1502 | Giovanni Giacomo *? †1529 ⚭ Maria Guasco fl. 1502                         | Pietro *? †?                                                              | Pietro *? †?                                   | Margherita *? †? ⚭ (I) Lorenzo Trivulzio *? †? ⚭ (II) Lorenzo Isimbardi test. 1525 | Margherita *? †? ⚭ (I) Lorenzo Trivulzio *? †? ⚭ (II) Lorenzo Isimbardi test. 1525 | Elisabetta *? †? ⚭ Gerolamo Benvenuti *? †?                            | Elisabetta *? †? ⚭ Gerolamo Benvenuti *? †? | Maria *? †1498 ⚭ Ettore Benvenuti *1465 †1505 | Maria *? †1498 ⚭ Ettore Benvenuti *1465 †1505 |
|                    |                    |                          |                          |                                                             |                                                             |                                          |                                          |                                                                                            | | |                                                                                    |                                                                                           |                                                                                           |                                                                                          |                                                            |                                              |                                             |                                                                              |                                                                              |                                                                             |                                                              | |                                                          |                                                   |                                                                           |                                                                           |                                                |                                                                                    |                                                                                    |                                                                        |                                             |                                               |                                               |
|                    |                    |                          |                          |                                                             |                                                             |                                          |                                          |                                                                                            | | |                                                                                    |                                                                                           |                                                                                           |                                                                                          |                                                            |                                              |                                             |                                                                              |                                                                              |                                                                             |                                                              | |                                                          |                                                   |                                                                           |                                                                           |                                                |                                                                                    |                                                                                    |                                                                        |                                             |                                               |                                               |
|                    |                    | Francesco Maria *? †1529 | Francesco Maria *? †1529 | Giovanni Alberto test. 1539 ⚭ Barbara Nicoletta Doria *? †? | Giovanni Alberto test. 1539 ⚭ Barbara Nicoletta Doria *? †? | Cristoforo viv. 1519                     | Cristoforo viv. 1519                     | Cecilia *? †? ⚭ (I) Camillo Clari *? †? ⚭ (II) Francesco Dal Pozzo *? †?                   | Cecilia *? †? ⚭ (I) Camillo Clari *? †? ⚭ (II) Francesco Dal Pozzo *? †?                                                                   | Bianca *? †? ⚭ Antonio Lanzavecchia *1507 test. 4.VII.1569                                                                                 | Bianca *? †? ⚭ Antonio Lanzavecchia *1507 test. 4.VII.1569                         | Laura *? †? ⚭ Benedetto Ghilini *? †1596                                                  | Laura *? †? ⚭ Benedetto Ghilini *? †1596                                                  | Caterina *? †? ⚭ Manfredo Beccaria *? †?                                                 | Caterina *? †? ⚭ Manfredo Beccaria *? †?                   | Ludovica *? †1572 ⚭ Tomaso Ghilini *? †1587  | Ludovica *? †1572 ⚭ Tomaso Ghilini *? †1587 |                                                                              |                                                                              | Manfredo II test. 1577 †post 1562 ⚭ Barbara Beccaria *? †?                  | Manfredo II test. 1577 †post 1562 ⚭ Barbara Beccaria *? †?   | |                                                          |                                                   |                                                                           |                                                                           |                                                |                                                                                    |                                                                                    |                                                                        |                                             |                                               |                                               |
|                    |                    |                          |                          |                                                             |                                                             |                                          |                                          |                                                                                            | | |                                                                                    |                                                                                           |                                                                                           |                                                                                          |                                                            |                                              |                                             |                                                                              |                                                                              |                                                                             |                                                              | |                                                          |                                                   |                                                                           |                                                                           |                                                |                                                                                    |                                                                                    |                                                                        |                                             |                                               |                                               |
|                    |                    |                          |                          |                                                             |                                                             |                                          |                                          |                                                                                            | | |                                                                                    |                                                                                           |                                                                                           |                                                                                          |                                                            |                                              |                                             |                                                                              |                                                                              |                                                                             |                                                              | |                                                          |                                                   |                                                                           |                                                                           |                                                |                                                                                    |                                                                                    |                                                                        |                                             |                                               |                                               |
| Francesco *? †1560 | Francesco *? †1560 | Giuliano III *? †1562    | Giuliano III *? †1562    | Gerolama *? †infante                                        | Gerolama *? †infante                                        | Apollonia *? †? ⚭ Giovanni Merlani *? †? | Apollonia *? †? ⚭ Giovanni Merlani *? †? | Margherita *? †? ⚭ (I) Alessandro Guasco *? †1559 ⚭ (II) Giovanni Battista Inviziati *? †? | Margherita *? †? ⚭ (I) Alessandro Guasco *? †1559 ⚭ (II) Giovanni Battista Inviziati *? †?                                                 | |                                                                                    |                                                                                           |                                                                                           |                                                                                          | Cristoforo *? †?                                           | Cristoforo *? †?                             | Cristoforo *? †?                            | Cristoforo *? †?                                                             | Giovanni Antonio II *1558 †1616 ⚭ Terenzia Stortiglione *? †?                | Giovanni Antonio II *1558 †1616 ⚭ Terenzia Stortiglione *? †?               | Marta *? †? ⚭ Antonio Camurati *? †?                         | Marta *? †? ⚭ Antonio Camurati *? †?                                                               | Maddalena *? †? ⚭ Pietro Aliprandi *? †?                 | Maddalena *? †? ⚭ Pietro Aliprandi *? †?          | Deianira *? †?                                                            | Deianira *? †?                                                            |                                                |                                                                                    |                                                                                    |                                                                        |                                             |                                               |                                               |
|                    |                    |                          |                          |                                                             |                                                             |                                          |                                          |                                                                                            | | |                                                                                    |                                                                                           |                                                                                           |                                                                                          |                                                            |                                              |                                             |                                                                              |                                                                              |                                                                             |                                                              | |                                                          |                                                   |                                                                           |                                                                           |                                                |                                                                                    |                                                                                    |                                                                        |                                             |                                               |                                               |
|                    |                    |                          |                          |                                                             |                                                             |                                          |                                          |                                                                                            | | |                                                                                    |                                                                                           |                                                                                           |                                                                                          |                                                            |                                              |                                             |                                                                              |                                                                              |                                                                             |                                                              | |                                                          |                                                   |                                                                           |                                                                           |                                                |                                                                                    |                                                                                    |                                                                        |                                             |                                               |                                               |
|                    |                    | †                        | †                        |                                                             |                                                             |                                          |                                          |                                                                                            | | |                                                                                    |                                                                                           |                                                                                           |                                                                                          |                                                            | Manfredo *1590 †1630                         | Manfredo *1590 †1630                        | Cristoforo *1594 †1628                                                       | Cristoforo *1594 †1628                                                       | Francesco Gerolamo I *1599 †1656 ⚭ Eleonora Firuffini *? †?                 | Francesco Gerolamo I *1599 †1656 ⚭ Eleonora Firuffini *? †?  | Olimpia *? †?                                                                                      | Olimpia *? †?                                            |                                                   |                                                                           |                                                                           |                                                |                                                                                    |                                                                                    |                                                                        |                                             |                                               |                                               |
|                    |                    |                          |                          |                                                             |                                                             |                                          |                                          |                                                                                            | | |                                                                                    |                                                                                           |                                                                                           |                                                                                          |                                                            |                                              |                                             |                                                                              |                                                                              |                                                                             |                                                              | |                                                          |                                                   |                                                                           |                                                                           |                                                |                                                                                    |                                                                                    |                                                                        |                                             |                                               |                                               |
|                    |                    |                          |                          |                                                             |                                                             |                                          |                                          |                                                                                            | | |                                                                                    |                                                                                           |                                                                                           |                                                                                          |                                                            |                                              |                                             |                                                                              |                                                                              |                                                                             |                                                              | |                                                          |                                                   |                                                                           |                                                                           |                                                |                                                                                    |                                                                                    |                                                                        |                                             |                                               |                                               |
|                    |                    |                          |                          |                                                             |                                                             |                                          |                                          |                                                                                            | | |                                                                                    |                                                                                           |                                                                                           |                                                                                          |                                                            |                                              |                                             |                                                                              | Giovanni Tommaso I *1634 †1681 ⚭ Laura Boidi Trotti Ardizzone fl. 1658–1676  | Giovanni Tommaso I *1634 †1681 ⚭ Laura Boidi Trotti Ardizzone fl. 1658–1676 | Giovanna Antonia *? †1679                                    | Giovanna Antonia *? †1679                                                                          |                                                          |                                                   |                                                                           |                                                                           |                                                |                                                                                    |                                                                                    |                                                                        |                                             |                                               |                                               |
|                    |                    |                          |                          |                                                             |                                                             |                                          |                                          |                                                                                            | | |                                                                                    |                                                                                           |                                                                                           |                                                                                          |                                                            |                                              |                                             |                                                                              |                                                                              |                                                                             |                                                              | |                                                          |                                                   |                                                                           |                                                                           |                                                |                                                                                    |                                                                                    |                                                                        |                                             |                                               |                                               |
|                    |                    |                          |                          |                                                             |                                                             |                                          |                                          |                                                                                            | | |                                                                                    |                                                                                           |                                                                                           |                                                                                          |                                                            |                                              |                                             |                                                                              |                                                                              |                                                                             |                                                              | |                                                          |                                                   |                                                                           |                                                                           |                                                |                                                                                    |                                                                                    |                                                                        |                                             |                                               |                                               |
|                    |                    |                          |                          |                                                             |                                                             |                                          |                                          |                                                                                            | | |                                                                                    |                                                                                           | Francesco Gerolamo II *1659 †1723 ⚭ Angelica Mussa *1670 †1741                            | Francesco Gerolamo II *1659 †1723 ⚭ Angelica Mussa *1670 †1741                           | Bartolomeo *? †?                                           | Bartolomeo *? †?                             | Giovanni Antonio I *1661 †1700              | Giovanni Antonio I *1661 †1700                                               | Cristoforo viv. 1683                                                         | Cristoforo viv. 1683                                                        | Manfredo viv. 1684                                           | Manfredo viv. 1684                                                                                 | Giuseppe, B. *1670 †1737                                 | Giuseppe, B. *1670 †1737                          | Camilla *1676 †? ⚭ (I) Giordano Baratta *? †? ⚭ (II) Giovanni Boidi *? †? | Camilla *1676 †? ⚭ (I) Giordano Baratta *? †? ⚭ (II) Giovanni Boidi *? †? |                                                |                                                                                    |                                                                                    |                                                                        |                                             |                                               |                                               |
|                    |                    |                          |                          |                                                             |                                                             |                                          |                                          |                                                                                            | | |                                                                                    |                                                                                           |                                                                                           |                                                                                          |                                                            |                                              |                                             |                                                                              |                                                                              |                                                                             |                                                              | |                                                          |                                                   |                                                                           |                                                                           |                                                |                                                                                    |                                                                                    |                                                                        |                                             |                                               |                                               |
|                    |                    |                          |                          |                                                             |                                                             |                                          |                                          |                                                                                            | | |                                                                                    |                                                                                           |                                                                                           |                                                                                          |                                                            |                                              |                                             |                                                                              |                                                                              |                                                                             |                                                              | |                                                          |                                                   |                                                                           |                                                                           |                                                |                                                                                    |                                                                                    |                                                                        |                                             |                                               |                                               |
|                    |                    |                          |                          |                                                             |                                                             |                                          |                                          |                                                                                            | | |                                                                                    | Giovanni Tommaso II *1695 †1770 ⚭ Daria Prati *1701 †1764                                 | Giovanni Tommaso II *1695 †1770 ⚭ Daria Prati *1701 †1764                                 | Eleonora viv. 1728 ⚭ Giovanni Domenico Ratti *? †?                                       | Eleonora viv. 1728 ⚭ Giovanni Domenico Ratti *? †?         |                                              |                                             |                                                                              |                                                                              |                                                                             |                                                              | |                                                          |                                                   |                                                                           |                                                                           |                                                |                                                                                    |                                                                                    |                                                                        |                                             |                                               |                                               |
|                    |                    |                          |                          |                                                             |                                                             |                                          |                                          |                                                                                            | | |                                                                                    |                                                                                           |                                                                                           |                                                                                          |                                                            |                                              |                                             |                                                                              |                                                                              |                                                                             |                                                              | |                                                          |                                                   |                                                                           |                                                                           |                                                |                                                                                    |                                                                                    |                                                                        |                                             |                                               |                                               |
|                    |                    |                          |                          |                                                             |                                                             |                                          |                                          |                                                                                            | | |                                                                                    |                                                                                           |                                                                                           |                                                                                          |                                                            |                                              |                                             |                                                                              |                                                                              |                                                                             |                                                              | |                                                          |                                                   |                                                                           |                                                                           |                                                |                                                                                    |                                                                                    |                                                                        |                                             |                                               |                                               |
|                    |                    |                          |                          |                                                             |                                                             |                                          |                                          |                                                                                            | Manfredo III *1722 †1801 ⚭ (I) Teresa Costanza Besozzi *1743 †1768 ⚭ (II) Costanza Provana *1752 †1773 ⚭ (III) Claudia Calcagnini *? †1832 | Manfredo III *1722 †1801 ⚭ (I) Teresa Costanza Besozzi *1743 †1768 ⚭ (II) Costanza Provana *1752 †1773 ⚭ (III) Claudia Calcagnini *? †1832 | Francesco Gerolamo *1727 †1784                                                     | Francesco Gerolamo *1727 †1784                                                            | Cristoforo II *1731 †1810 ⚭ (I) Tecla Ponte *? †1788 ⚭ (II) Vittoria Gavigliani *? †1851  | Cristoforo II *1731 †1810 ⚭ (I) Tecla Ponte *? †1788 ⚭ (II) Vittoria Gavigliani *? †1851 | Giovanni Antonio *? †1805                                  | Giovanni Antonio *? †1805                    |                                             |                                                                              |                                                                              |                                                                             |                                                              | |                                                          |                                                   |                                                                           |                                                                           |                                                |                                                                                    |                                                                                    |                                                                        |                                             |                                               |                                               |
|                    |                    |                          |                          |                                                             |                                                             |                                          |                                          |                                                                                            | | |                                                                                    |                                                                                           |                                                                                           |                                                                                          |                                                            |                                              |                                             |                                                                              |                                                                              |                                                                             |                                                              | |                                                          |                                                   |                                                                           |                                                                           |                                                |                                                                                    |                                                                                    |                                                                        |                                             |                                               |                                               |
|                    |                    |                          |                          |                                                             |                                                             |                                          |                                          |                                                                                            | | |                                                                                    |                                                                                           |                                                                                           |                                                                                          |                                                            |                                              |                                             |                                                                              |                                                                              |                                                                             |                                                              | |                                                          |                                                   |                                                                           |                                                                           |                                                |                                                                                    |                                                                                    |                                                                        |                                             |                                               |                                               |
|                    |                    |                          |                          |                                                             |                                                             |                                          |                                          | (I) N. *†1768                                                                              | (I) N. *†1768 | (II) Daria Delfina *1773 †1836 ⚭ 2.V.1791 Carlo Gabriele Balbo Bertone *1765 †1828                                                         | (II) Daria Delfina *1773 †1836 ⚭ 2.V.1791 Carlo Gabriele Balbo Bertone *1765 †1828 |                                                                                           | (I) Giovanni Tommaso *1788 †1807                                                          | (I) Giovanni Tommaso *1788 †1807                                                         |                                                            |                                              |                                             |                                                                              |                                                                              |                                                                             |                                                              | |                                                          |                                                   |                                                                           |                                                                           |                                                |                                                                                    |                                                                                    |                                                                        |                                             |                                               |                                               |
|                    |                    |                          |                          |                                                             |                                                             |                                          |                                          |                                                                                            | | |                                                                                    |                                                                                           |                                                                                           |                                                                                          |                                                            |                                              |                                             |                                                                              |                                                                              |                                                                             |                                                              | |                                                          |                                                   |                                                                           |                                                                           |                                                |                                                                                    |                                                                                    |                                                                        |                                             |                                               |                                               |
|                    |                    |                          |                          |                                                             |                                                             |                                          |                                          |                                                                                            | | |                                                                                    |                                                                                           |                                                                                           |                                                                                          |                                                            |                                              |                                             |                                                                              |                                                                              |                                                                             |                                                              | |                                                          |                                                   |                                                                           |                                                                           |                                                |                                                                                    |                                                                                    |                                                                        |                                             |                                               |                                               |
|                    |                    |                          |                          |                                                             |                                                             |                                          |                                          |                                                                                            | | · Ghilini-Balbo Bertone | · Ghilini-Balbo Bertone                                                            |                                                                                           | †                                                                                         | †                                                                                        |                                                            |                                              |                                             |                                                                              |                                                                              |                                                                             |                                                              | |                                                          |                                                   |                                                                           |                                                                           |                                                |                                                                                    |                                                                                    |                                                                        |                                             |                                               |                                               |

### Signori di Movarone
|                      |                      |                                                                      |                                                                      |                                                 |                                                         |                                                         |                                                                      |                                                                      |               | | |                                                                             |                                                                             |                                                |                                                       |                                                       |                                           |                                           |                                               |                                               |                                                 |                                                 |                    |                                                                      |                                                |                                                  |                                                  |                                             |                |                |                                       |                                                        |                                                        |                                              |                                                                            |                                                                            |               |               |
|                      |                      |                                                                      |                                                                      |                                                 |                                                         |                                                         |                                                                      |                                                                      |               | | |                                                                             |                                                                             |                                                |                                                       |                                                       |                                           |                                           |                                               |                                               |                                                 |                                                 |                    | · Signori di Marengo e Sezzè · Giovanni Tomaso · *? †ante 11.II.1510 |                                                |                                                  |                                                  |                                             |                |                |                                       |                                                        |                                                        |                                              |                                                                            |                                                                            |               |               |
|                      |                      |                                                                      |                                                                      |                                                 |                                                         |                                                         |                                                                      |                                                                      |               | | |                                                                             |                                                                             |                                                |                                                       |                                                       |                                           |                                           |                                               |                                               |                                                 |                                                 |                    |                                                                      |                                                |                                                  |                                                  |                                             |                |                |                                       |                                                        |                                                        |                                              |                                                                            |                                                                            |               |               |
|                      |                      |                                                                      |                                                                      |                                                 |                                                         |                                                         |                                                                      |                                                                      |               | | |                                                                             |                                                                             |                                                |                                                       |                                                       |                                           |                                           |                                               |                                               |                                                 |                                                 |                    |                                                                      |                                                |                                                  |                                                  |                                             |                |                |                                       |                                                        |                                                        |                                              |                                                                            |                                                                            |               |               |
|                      |                      |                                                                      |                                                                      |                                                 |                                                         |                                                         |                                                                      |                                                                      |               | | |                                                                             | Ottaviano *? †1524                                                          | Ottaviano *? †1524                             | Giovanni Giacomo *? †1532 ⚭ Lucrezia Mantegazza *? †? | Giovanni Giacomo *? †1532 ⚭ Lucrezia Mantegazza *? †? |                                           |                                           |                                               |                                               |                                                 |                                                 |                    |                                                                      |                                                |                                                  |                                                  |                                             |                |                |                                       |                                                        |                                                        |                                              | Antonio *? †1521 ⚭ (I) Anna N. *? †1505 ⚭ (II) Caterina Inviziati *? †1528 | Antonio *? †1521 ⚭ (I) Anna N. *? †1505 ⚭ (II) Caterina Inviziati *? †1528 |               |               |
|                      |                      |                                                                      |                                                                      |                                                 |                                                         |                                                         |                                                                      |                                                                      |               | | |                                                                             |                                                                             |                                                |                                                       |                                                       |                                           |                                           |                                               |                                               |                                                 |                                                 |                    |                                                                      |                                                |                                                  |                                                  |                                             |                |                |                                       |                                                        |                                                        |                                              |                                                                            |                                                                            |               |               |
|                      |                      |                                                                      |                                                                      |                                                 |                                                         |                                                         |                                                                      |                                                                      |               | | |                                                                             |                                                                             |                                                |                                                       |                                                       |                                           |                                           |                                               |                                               |                                                 |                                                 |                    |                                                                      |                                                |                                                  |                                                  |                                             |                |                |                                       |                                                        |                                                        |                                              |                                                                            |                                                                            |               |               |
| Ghilino *~1477 †1559 | Ghilino *~1477 †1559 | Camillo *~1490 †1535                                                 | Camillo *~1490 †1535                                                 |                                                 |                                                         |                                                         |                                                                      |                                                                      |               | | | Tomaso *1507 †1587 ⚭ (I) Ludovica Ghilini *? †1572 ⚭ (II) Leonora Ardizzone | Tomaso *1507 †1587 ⚭ (I) Ludovica Ghilini *? †1572 ⚭ (II) Leonora Ardizzone |                                                |                                                       |                                                       |                                           |                                           |                                               |                                               |                                                 |                                                 |                    | Fabrizio *? †1580 ⚭ Anna Maria di Robbio *? †?                       | Fabrizio *? †1580 ⚭ Anna Maria di Robbio *? †? |                                                  | Lucrezio *? †1549                                | Lucrezio *? †1549                           |                |                | Lodovico *? †1555 ⚭ Lucrezia N. *? †? | Lodovico *? †1555 ⚭ Lucrezia N. *? †?                  |                                                        |                                              | (II) Benedetto *? †1596 ⚭ Laura Ghilini *? †?                              | (II) Benedetto *? †1596 ⚭ Laura Ghilini *? †?                              |               |               |
|                      |                      |                                                                      |                                                                      |                                                 |                                                         |                                                         |                                                                      |                                                                      |               | | |                                                                             |                                                                             |                                                |                                                       |                                                       |                                           |                                           |                                               |                                               |                                                 |                                                 |                    |                                                                      |                                                |                                                  |                                                  |                                             |                |                |                                       |                                                        |                                                        |                                              |                                                                            |                                                                            |               |               |
|                      |                      |                                                                      |                                                                      |                                                 |                                                         |                                                         |                                                                      |                                                                      |               | | |                                                                             |                                                                             |                                                |                                                       |                                                       |                                           |                                           |                                               |                                               |                                                 |                                                 |                    |                                                                      |                                                |                                                  |                                                  |                                             |                |                |                                       |                                                        |                                                        |                                              |                                                                            |                                                                            |               |               |
|                      | Lucrezio viv. 1537   | Lucrezio viv. 1537                                                   | Tomaso viv. 1537                                                     | Tomaso viv. 1537                                | (I) Giovanni Giacomo *1537 †1612 ⚭ Vittoria Omati *? †? | (I) Giovanni Giacomo *1537 †1612 ⚭ Vittoria Omati *? †? |                                                                      |                                                                      |               | | |                                                                             |                                                                             |                                                | (I) Ottaviano *? †1613 con. Laura Todeschini *? †?    | (I) Ottaviano *? †1613 con. Laura Todeschini *? †?    | (I) Gerolamo *? †1572                     | (I) Gerolamo *? †1572                     | (I) Anna *? †?                                | (I) Anna *? †?                                | Emilio *1546 †1585 ⚭ Giulia Lanzavecchia *? †?  | Emilio *1546 †1585 ⚭ Giulia Lanzavecchia *? †?  | Antiverio *1554 †? | Antiverio *1554 †?                                                   |                                                | Lucrezio fl. 1582–1599 ⚭ Antonia Guasco fl. 1590 | Lucrezio fl. 1582–1599 ⚭ Antonia Guasco fl. 1590 | Mercurio *? †?                              | Mercurio *? †? | Lucrezio *? †? | Lucrezio *? †?                        | Lucrezia *? †1616 ⚭ Giacomo Filippo Scaravigi *? †1580 | Lucrezia *? †1616 ⚭ Giacomo Filippo Scaravigi *? †1580 | Antonio *? †1591 ⚭ Caterina Calcamuggi *? †? | Antonio *? †1591 ⚭ Caterina Calcamuggi *? †?                               | tre figlie                                                                 | tre figlie    |               |
|                      |                      |                                                                      |                                                                      |                                                 |                                                         |                                                         |                                                                      |                                                                      |               | | |                                                                             |                                                                             |                                                |                                                       |                                                       |                                           |                                           |                                               |                                               |                                                 |                                                 |                    |                                                                      |                                                |                                                  |                                                  |                                             |                |                |                                       |                                                        |                                                        |                                              |                                                                            |                                                                            |               |               |
|                      |                      |                                                                      |                                                                      |                                                 |                                                         |                                                         |                                                                      |                                                                      |               | | |                                                                             |                                                                             |                                                |                                                       |                                                       |                                           |                                           |                                               |                                               |                                                 |                                                 |                    |                                                                      |                                                |                                                  |                                                  |                                             |                |                |                                       |                                                        |                                                        |                                              |                                                                            |                                                                            |               |               |
| sette figli          | sette figli          | Giovanni Ambrogio *1577 †1630 ⚭ Vittoria Trotti Bentivoglio *? †1677 | Giovanni Ambrogio *1577 †1630 ⚭ Vittoria Trotti Bentivoglio *? †1677 | Lucrezia *1587 †? ⚭ Gerolamo Avogadro viv. 1624 | Lucrezia *1587 †? ⚭ Gerolamo Avogadro viv. 1624         | Girolamo *1589 †1668 ⚭ Giacinta Bagliani *? †1630       | Girolamo *1589 †1668 ⚭ Giacinta Bagliani *? †1630                    |                                                                      |               | Lodovico *1592 †1660 ⚭ (I) Aurelia Arnuzzi *? †? ⚭ (II) Camilla Ghilini *? †1630 ⚭ (III) Susanna Guttuari *? †? | Lodovico *1592 †1660 ⚭ (I) Aurelia Arnuzzi *? †? ⚭ (II) Camilla Ghilini *? †1630 ⚭ (III) Susanna Guttuari *? †? |                                                                             | Lodovico *? †1645 ⚭ Margherita Dal Pozzo *? †?                              | Lodovico *? †1645 ⚭ Margherita Dal Pozzo *? †? | Francesco *? †1630                                    | Francesco *? †1630                                    | Nicolò *? †?                              | Nicolò *? †?                              | Fabrizio * †1625 ⚭ Margherita Guasco fl. 1600 | Fabrizio * †1625 ⚭ Margherita Guasco fl. 1600 | Camilla *? †1630 ⚭ Lodovico Ghilini *1592 †1660 | Camilla *? †1630 ⚭ Lodovico Ghilini *1592 †1660 | Laura *? †?        | Laura *? †?                                                          | Lodovico *1595 †infante                        | Lodovico *1595 †infante                          | Anna *? †? ⚭ Giovanni Ascanio Cipelli *? †?      | Anna *? †? ⚭ Giovanni Ascanio Cipelli *? †? |                |                | Benedetto *1573 †1621                 | Benedetto *1573 †1621                                  | Francesco *1594 †1654 Lucia Pavese *? †?               | Francesco *1594 †1654 Lucia Pavese *? †?     | Marianna *? †? ⚭ Vincenzo Aribaldi *1577 †post 1621                        | Marianna *? †? ⚭ Vincenzo Aribaldi *1577 †post 1621                        | quattro figli | quattro figli |
|                      |                      |                                                                      |                                                                      |                                                 |                                                         |                                                         |                                                                      |                                                                      |               | | |                                                                             |                                                                             |                                                |                                                       |                                                       |                                           |                                           |                                               |                                               |                                                 |                                                 |                    |                                                                      |                                                |                                                  |                                                  |                                             |                |                |                                       |                                                        |                                                        |                                              |                                                                            |                                                                            |               |               |
|                      |                      |                                                                      |                                                                      |                                                 |                                                         |                                                         |                                                                      |                                                                      |               | | |                                                                             |                                                                             |                                                |                                                       |                                                       |                                           |                                           |                                               |                                               |                                                 |                                                 |                    |                                                                      |                                                |                                                  |                                                  |                                             |                |                |                                       |                                                        |                                                        |                                              |                                                                            |                                                                            |               |               |
|                      |                      | · Marchesi di Maranzana                                              | · Marchesi di Maranzana                                              |                                                 | sei figli                                               | sei figli                                               | Giovanni Battista *1626 †1683 ⚭ Eleonora Maria Cipelli fl. 1671–1689 | Giovanni Battista *1626 †1683 ⚭ Eleonora Maria Cipelli fl. 1671–1689 | quattro figli | quattro figli                                                                                                   | (III) Giacomo test. 10.I.1695                                                                                   | (III) Giacomo test. 10.I.1695                                               | numerosi figli                                                              | numerosi figli                                 |                                                       |                                                       | Emilio *1602 †1640 ⚭ Flaminia Sauli *? †? | Emilio *1602 †1640 ⚭ Flaminia Sauli *? †? |                                               |                                               | Cristoforo *? †1630 ⚭ Daria Pettenari *? †?     | Cristoforo *? †1630 ⚭ Daria Pettenari *? †?     |                    |                                                                      |                                                |                                                  |                                                  |                                             |                |                |                                       |                                                        |                                                        |                                              | · Aribaldi Ghilini                                                         | · Aribaldi Ghilini                                                         |               |               |
|                      |                      |                                                                      |                                                                      |                                                 |                                                         |                                                         |                                                                      |                                                                      |               | | |                                                                             |                                                                             |                                                |                                                       |                                                       |                                           |                                           |                                               |                                               |                                                 |                                                 |                    |                                                                      |                                                |                                                  |                                                  |                                             |                |                |                                       |                                                        |                                                        |                                              |                                                                            |                                                                            |               |               |
|                      |                      |                                                                      |                                                                      |                                                 |                                                         |                                                         |                                                                      |                                                                      |               | | |                                                                             |                                                                             |                                                |                                                       |                                                       |                                           |                                           |                                               |                                               |                                                 |                                                 |                    |                                                                      |                                                |                                                  |                                                  |                                             |                |                |                                       |                                                        |                                                        |                                              |                                                                            |                                                                            |               |               |
|                      |                      |                                                                      |                                                                      |                                                 |                                                         |                                                         | · Conti di Pavone                                                    | · Conti di Pavone                                                    |               | | |                                                                             |                                                                             |                                                | Maria Caterina *? †? ⚭ Francesco Maria Visconti *? †? | Maria Caterina *? †? ⚭ Francesco Maria Visconti *? †? | Fabrizio *? †1647                         | Fabrizio *? †1647                         | Maria Margherita *? †? ⚭ Andrea Spinola *? †? | Maria Margherita *? †? ⚭ Andrea Spinola *? †? | · Ghilini Pettenari                             | · Ghilini Pettenari                             |                    |                                                                      |                                                |                                                  |                                                  |                                             |                |                |                                       |                                                        |                                                        |                                              |                                                                            |                                                                            |               |               |

### Aribaldi Ghilini
|                      |                      |                            |                                                            |                                                            |                                                   |                      |                  |              |                      |                                                        |                                                        |                       | | |                                          |                                          |                                                  |                                                                        |                                                                        |                                   |                                      |                                                                                       |                                                     |                                                   |                                                   |                                     |                                     |                   |                   |                              |                              |
|                      |                      |                            |                                                            |                                                            |                                                   |                      |                  |              |                      |                                                        |                                                        |                       | | |                                          |                                          |                                                  |                                                                        |                                                                        |                                   |                                      | · Signori di Movarone · Marianna · *? †? · ⚭ Vincenzo Aribaldi · *1577 test. 1.I.1621 |                                                     |                                                   |                                                   |                                     |                                     |                   |                   |                              |                              |
|                      |                      |                            |                                                            |                                                            |                                                   |                      |                  |              |                      |                                                        |                                                        |                       | | |                                          |                                          |                                                  |                                                                        |                                                                        |                                   |                                      |                                                                                       |                                                     |                                                   |                                                   |                                     |                                     |                   |                   |                              |                              |
|                      |                      |                            |                                                            |                                                            |                                                   |                      |                  |              |                      |                                                        |                                                        |                       | | |                                          |                                          |                                                  |                                                                        |                                                                        |                                   |                                      |                                                                                       |                                                     |                                                   |                                                   |                                     |                                     |                   |                   |                              |                              |
|                      |                      |                            |                                                            |                                                            |                                                   |                      |                  |              |                      |                                                        |                                                        |                       | | Livia Francesca *1602 †?                                                                                          | Livia Francesca *1602 †?                 | Mercurino *? †?                          | Mercurino *? †?                                  | Fabio Aribaldi-Ghilini *? †? ⚭ Ersilia di Gattinara Lignana test. 1692 | Fabio Aribaldi-Ghilini *? †? ⚭ Ersilia di Gattinara Lignana test. 1692 | Rocco *1611 †?                    | Rocco *1611 †?                       | Aurelia *1611 †?                                                                      | Aurelia *1611 †?                                    | Antonio *1614 †?                                  | Antonio *1614 †?                                  | Carlo Francesco *1615 test. 1682    | Carlo Francesco *1615 test. 1682    | Agostino *1618 †? | Agostino *1618 †? | Francesco Benedetto *1620 †? | Francesco Benedetto *1620 †? |
|                      |                      |                            |                                                            |                                                            |                                                   |                      |                  |              |                      |                                                        |                                                        |                       | | |                                          |                                          |                                                  |                                                                        |                                                                        |                                   |                                      |                                                                                       |                                                     |                                                   |                                                   |                                     |                                     |                   |                   |                              |                              |
|                      |                      |                            |                                                            |                                                            |                                                   |                      |                  |              |                      |                                                        |                                                        |                       | | |                                          |                                          |                                                  |                                                                        |                                                                        |                                   |                                      |                                                                                       |                                                     |                                                   |                                                   |                                     |                                     |                   |                   |                              |                              |
|                      |                      |                            |                                                            |                                                            |                                                   |                      |                  |              |                      |                                                        |                                                        |                       | | Maria Anna Giacinta *1638 †?                                                                                      | Maria Anna Giacinta *1638 †?             | Vincenzo Francesco *1639 †?              | Vincenzo Francesco *1639 †?                      | Fabio Giovanni *1641 †?                                                | Fabio Giovanni *1641 †?                                                | Francesco Benedetto *1642 †1711   | Francesco Benedetto *1642 †1711      | Giovanni Fabio *1643 †1698 ⚭ Teodora Mantelli *? †?                                   | Giovanni Fabio *1643 †1698 ⚭ Teodora Mantelli *? †? |                                                   |                                                   |                                     |                                     |                   |                   |                              |                              |
|                      |                      |                            |                                                            |                                                            |                                                   |                      |                  |              |                      |                                                        |                                                        |                       | | |                                          |                                          |                                                  |                                                                        |                                                                        |                                   |                                      |                                                                                       |                                                     |                                                   |                                                   |                                     |                                     |                   |                   |                              |                              |
|                      |                      |                            |                                                            |                                                            |                                                   |                      |                  |              |                      |                                                        |                                                        |                       | | |                                          |                                          |                                                  |                                                                        |                                                                        |                                   |                                      |                                                                                       |                                                     |                                                   |                                                   |                                     |                                     |                   |                   |                              |                              |
|                      |                      |                            |                                                            |                                                            |                                                   |                      |                  |              |                      |                                                        |                                                        |                       | | |                                          | Carlo Francesco *1684 †1736              | Carlo Francesco *1684 †1736                      | Antonio Fabio *1685 †1744 ⚭ Ottavia Bellingeri *? †?                   | Antonio Fabio *1685 †1744 ⚭ Ottavia Bellingeri *? †?                   | Carlo Mercurino Fabio *1697 †1748 | Carlo Mercurino Fabio *1697 †1748    | Sebastiano Liberio *? †1711                                                           | Sebastiano Liberio *? †1711                         | Marianna *? †? ⚭ Percivalle del Carretto *? †1721 | Marianna *? †? ⚭ Percivalle del Carretto *? †1721 | Elisa *? †? ⚭ Antonio Gambera *? †? | Elisa *? †? ⚭ Antonio Gambera *? †? | Ersilia *? †?     | Ersilia *? †?     |                              |                              |
|                      |                      |                            |                                                            |                                                            |                                                   |                      |                  |              |                      |                                                        |                                                        |                       | | |                                          |                                          |                                                  |                                                                        |                                                                        |                                   |                                      |                                                                                       |                                                     |                                                   |                                                   |                                     |                                     |                   |                   |                              |                              |
|                      |                      |                            |                                                            |                                                            |                                                   |                      |                  |              |                      |                                                        |                                                        |                       | | |                                          |                                          |                                                  |                                                                        |                                                                        |                                   |                                      |                                                                                       |                                                     |                                                   |                                                   |                                     |                                     |                   |                   |                              |                              |
|                      |                      |                            |                                                            |                                                            |                                                   |                      |                  |              |                      |                                                        |                                                        |                       | Giuseppe Fabio *1712 †1779 ⚭ (I) Margherita Massimino Ceva di San Michele *1721 †1753 ⚭ (II) Amedea Teresa Bracco | Giuseppe Fabio *1712 †1779 ⚭ (I) Margherita Massimino Ceva di San Michele *1721 †1753 ⚭ (II) Amedea Teresa Bracco | Paolo *1714 †? ⚭ Isabella Rattazzi *? †? | Paolo *1714 †? ⚭ Isabella Rattazzi *? †? | Vittoria *? †? ⚭ Pietro Francesco Avogadro *? †? | Vittoria *? †? ⚭ Pietro Francesco Avogadro *? †?                       | N. *? †? ⚭ N. Avogadro *? †?                                           | N. *? †? ⚭ N. Avogadro *? †?      | Ersilia *? †1754 ⚭ Pio Gamondi *? †? | Ersilia *? †1754 ⚭ Pio Gamondi *? †?                                                  | quattro figlie                                      | quattro figlie                                    |                                                   |                                     |                                     |                   |                   |                              |                              |
|                      |                      |                            |                                                            |                                                            |                                                   |                      |                  |              |                      |                                                        |                                                        |                       | | |                                          |                                          |                                                  |                                                                        |                                                                        |                                   |                                      |                                                                                       |                                                     |                                                   |                                                   |                                     |                                     |                   |                   |                              |                              |
|                      |                      |                            |                                                            |                                                            |                                                   |                      |                  |              |                      |                                                        |                                                        |                       | | |                                          |                                          |                                                  |                                                                        |                                                                        |                                   |                                      |                                                                                       |                                                     |                                                   |                                                   |                                     |                                     |                   |                   |                              |                              |
|                      |                      |                            |                                                            |                                                            |                                                   |                      |                  |              |                      | Giovanni Antonio Fabio *? †1813 ⚭ Cecilia Solaro *? †? | Giovanni Antonio Fabio *? †1813 ⚭ Cecilia Solaro *? †? | Carlo Mercurino *? †? | Carlo Mercurino *? †?                                                                                             | N. *1753 †ante 1813                                                                                               | N. *1753 †ante 1813                      | Irene *? †? ⚭ Lorenzo Cavasanti *? †?    | Irene *? †? ⚭ Lorenzo Cavasanti *? †?            |                                                                        |                                                                        |                                   |                                      |                                                                                       |                                                     |                                                   |                                                   |                                     |                                     |                   |                   |                              |                              |
|                      |                      |                            |                                                            |                                                            |                                                   |                      |                  |              |                      |                                                        |                                                        |                       | | |                                          |                                          |                                                  |                                                                        |                                                                        |                                   |                                      |                                                                                       |                                                     |                                                   |                                                   |                                     |                                     |                   |                   |                              |                              |
|                      |                      |                            |                                                            |                                                            |                                                   |                      |                  |              |                      |                                                        |                                                        |                       | | |                                          |                                          |                                                  |                                                                        |                                                                        |                                   |                                      |                                                                                       |                                                     |                                                   |                                                   |                                     |                                     |                   |                   |                              |                              |
|                      |                      |                            | Filippo Fabio Vittorio *1777 †? ⚭ Margherita Noretti *? †? | Filippo Fabio Vittorio *1777 †? ⚭ Margherita Noretti *? †? | Luigi Fabio *1779 †?                              | Luigi Fabio *1779 †? | Pietro *? †?     | Pietro *? †? | Angelica *1787 †1872 | Angelica *1787 †1872                                   | Teresa *? †?                                           | Teresa *? †?          | Pio *1790 †? | Pio *1790 †? | Gabriella *1793 †?                       | Gabriella *1793 †?                       | Cristina *1793 †?                                | Cristina *1793 †?                                                      |                                                                        |                                   |                                      |                                                                                       |                                                     |                                                   |                                                   |                                     |                                     |                   |                   |                              |                              |
|                      |                      |                            |                                                            |                                                            |                                                   |                      |                  |              |                      |                                                        |                                                        |                       | | |                                          |                                          |                                                  |                                                                        |                                                                        |                                   |                                      |                                                                                       |                                                     |                                                   |                                                   |                                     |                                     |                   |                   |                              |                              |
|                      |                      |                            |                                                            |                                                            |                                                   |                      |                  |              |                      |                                                        |                                                        |                       | | |                                          |                                          |                                                  |                                                                        |                                                                        |                                   |                                      |                                                                                       |                                                     |                                                   |                                                   |                                     |                                     |                   |                   |                              |                              |
| Giovanni *1815 †1883 | Giovanni *1815 †1883 | Carlo Emanuele *1816 †1868 | Carlo Emanuele *1816 †1868                                 | Ferdinando *1821 †1891 ⚭ Carolina Magnaschi *? †?          | Ferdinando *1821 †1891 ⚭ Carolina Magnaschi *? †? | Cecilia *? †1893     | Cecilia *? †1893 |              |                      |                                                        |                                                        |                       | | |                                          |                                          |                                                  |                                                                        |                                                                        |                                   |                                      |                                                                                       |                                                     |                                                   |                                                   |                                     |                                     |                   |                   |                              |                              |
|                      |                      |                            |                                                            |                                                            |                                                   |                      |                  |              |                      |                                                        |                                                        |                       | | |                                          |                                          |                                                  |                                                                        |                                                                        |                                   |                                      |                                                                                       |                                                     |                                                   |                                                   |                                     |                                     |                   |                   |                              |                              |
|                      |                      |                            |                                                            |                                                            |                                                   |                      |                  |              |                      |                                                        |                                                        |                       | | |                                          |                                          |                                                  |                                                                        |                                                                        |                                   |                                      |                                                                                       |                                                     |                                                   |                                                   |                                     |                                     |                   |                   |                              |                              |
|                      |                      |                            |                                                            | Adalgisa *1863 †1894 ⚭ Vittorio Magnaschi *? †?            |                                                   |                      |                  |              |                      |                                                        |                                                        |                       | | |                                          |                                          |                                                  |                                                                        |                                                                        |                                   |                                      |                                                                                       |                                                     |                                                   |                                                   |                                     |                                     |                   |                   |                              |                              |
|                      |                      |                            |                                                            |                                                            |                                                   |                      |                  |              |                      |                                                        |                                                        |                       | | |                                          |                                          |                                                  |                                                                        |                                                                        |                                   |                                      |                                                                                       |                                                     |                                                   |                                                   |                                     |                                     |                   |                   |                              |                              |
|                      |                      |                            |                                                            |                                                            |                                                   |                      |                  |              |                      |                                                        |                                                        |                       | | |                                          |                                          |                                                  |                                                                        |                                                                        |                                   |                                      |                                                                                       |                                                     |                                                   |                                                   |                                     |                                     |                   |                   |                              |                              |
|                      |                      |                            |                                                            | †                                                          |                                                   |                      |                  |              |                      |                                                        |                                                        |                       | | |                                          |                                          |                                                  |                                                                        |                                                                        |                                   |                                      |                                                                                       |                                                     |                                                   |                                                   |                                     |                                     |                   |                   |                              |                              |

### Conti di Pavone
| | |                                             |                                             |                       | |                      |                      |                                                            |                                                            | | |
| | |                                             |                                             |                       | · Signori di Movarone · Giovanni Battista · *1626 †1683 · ⚭ Eleonora Maria Cipelli · fl. 1671–1689 |                      |                      |                                                            |                                                            | | |
| | |                                             |                                             |                       | |                      |                      |                                                            |                                                            | | |
| | |                                             |                                             |                       | |                      |                      |                                                            |                                                            | | |
| Giacinta Teresa *1671 †1742 ⚭ (I) Lodovico II Guasco Gallarati *1668 †1690 ⚭ (II) Giovanni Battista Civalieri *? †1691 ⚭ (III) Giovanni Battista Guasco *1692 †1708 | Giacinta Teresa *1671 †1742 ⚭ (I) Lodovico II Guasco Gallarati *1668 †1690 ⚭ (II) Giovanni Battista Civalieri *? †1691 ⚭ (III) Giovanni Battista Guasco *1692 †1708 | Gerolama *1673 †? ⚭ Pietro Sibaldi *? †1722 | Gerolama *1673 †? ⚭ Pietro Sibaldi *? †1722 | Francesca *1674 †1675 | Francesca *1674 †1675                                                                              | Gerolamo *1675 †1677 | Gerolamo *1675 †1677 | Giulia Maria *1679 †? ⚭ Francesco Bellingeri Provera *? †? | Giulia Maria *1679 †? ⚭ Francesco Bellingeri Provera *? †? | Anna Maria *1680 † post 1726 ⚭ (I) Nicola Del Carretto *? †? ⚭ (II) Paolo Antonio Pallavicino *? †? | Anna Maria *1680 † post 1726 ⚭ (I) Nicola Del Carretto *? †? ⚭ (II) Paolo Antonio Pallavicino *? †? |
| | |                                             |                                             |                       | |                      |                      |                                                            |                                                            | | |
| | |                                             |                                             |                       | |                      |                      |                                                            |                                                            | | |
| † | |                                             |                                             |                       | |                      |                      |                                                            |                                                            | | |

### Marchesi di Maranzana, Gamalero e Sezzè, Conti di Rivalta
| | |                                                                           |                             |                             |                                                                 |                                                                 |                                                                             |                                                                             |                                                                      |                                                                   |                                                     |                               |                               |                           |                                                                              |                                                                              |                               |                               |
| | |                                                                           |                             |                             |                                                                 |                                                                 |                                                                             |                                                                             | · Signori di Movarone ·                                              |                                                                   |                                                     |                               |                               |                           |                                                                              |                                                                              |                               |                               |
| | |                                                                           |                             |                             |                                                                 |                                                                 |                                                                             |                                                                             |                                                                      |                                                                   |                                                     |                               |                               |                           |                                                                              |                                                                              |                               |                               |
| | |                                                                           |                             |                             |                                                                 |                                                                 |                                                                             |                                                                             |                                                                      |                                                                   |                                                     |                               |                               |                           |                                                                              |                                                                              |                               |                               |
| | |                                                                           |                             |                             |                                                                 |                                                                 |                                                                             |                                                                             | Giovanni Ambrogio *1577 †1630 ⚭ Vittoria Trotti Bentivoglio *? †1677 |                                                                   |                                                     |                               |                               |                           |                                                                              |                                                                              |                               |                               |
| | |                                                                           |                             |                             |                                                                 |                                                                 |                                                                             |                                                                             |                                                                      |                                                                   |                                                     |                               |                               |                           |                                                                              |                                                                              |                               |                               |
| | |                                                                           |                             |                             |                                                                 |                                                                 |                                                                             |                                                                             |                                                                      |                                                                   |                                                     |                               |                               |                           |                                                                              |                                                                              |                               |                               |
| | |                                                                           |                             |                             |                                                                 | Giacomo Ottaviano *1619 †1703 ⚭ Angela Arborio *1638 †1696      | Giacomo Ottaviano *1619 †1703 ⚭ Angela Arborio *1638 †1696                  | Carlo Ottaviano *1621 †?                                                    | Carlo Ottaviano *1621 †?                                             | Tomaso *1623 †1656                                                | Tomaso *1623 †1656                                  | Vittoria Francesca *? †?      | Vittoria Francesca *? †?      |                           |                                                                              |                                                                              |                               |                               |
| | |                                                                           |                             |                             |                                                                 |                                                                 |                                                                             |                                                                             |                                                                      |                                                                   |                                                     |                               |                               |                           |                                                                              |                                                                              |                               |                               |
| | |                                                                           |                             |                             |                                                                 |                                                                 |                                                                             |                                                                             |                                                                      |                                                                   |                                                     |                               |                               |                           |                                                                              |                                                                              |                               |                               |
| | |                                                                           | Giovanni Ambrogio *1663 †?  | Giovanni Ambrogio *1663 †?  | Vittoria Tomasa *1664 †? ⚭ Lorenzo IV Cuttica test. 17.VII.1688 | Vittoria Tomasa *1664 †? ⚭ Lorenzo IV Cuttica test. 17.VII.1688 | Tommaso Ottaviano II *1667 †1748 ⚭ Francesca Maria Botta Adorno *1683 †1743 | Tommaso Ottaviano II *1667 †1748 ⚭ Francesca Maria Botta Adorno *1683 †1743 | Isabella Clara *1676 †? ⚭ Pietro Antonio Lunati Visconti *? †1741    | Isabella Clara *1676 †? ⚭ Pietro Antonio Lunati Visconti *? †1741 |                                                     |                               |                               |                           |                                                                              |                                                                              |                               |                               |
| | |                                                                           |                             |                             |                                                                 |                                                                 |                                                                             |                                                                             |                                                                      |                                                                   |                                                     |                               |                               |                           |                                                                              |                                                                              |                               |                               |
| | |                                                                           |                             |                             |                                                                 |                                                                 |                                                                             |                                                                             |                                                                      |                                                                   |                                                     |                               |                               |                           |                                                                              |                                                                              |                               |                               |
| Angela *1702 †1780 ⚭ (I) Giulio Balbis *? †1733 ⚭ (II) Baldassarre di Saluzzo *? †ante 22.VII.1748 | Angela *1702 †1780 ⚭ (I) Giulio Balbis *? †1733 ⚭ (II) Baldassarre di Saluzzo *? †ante 22.VII.1748 | Vittoria *1707 †1769                                                      | Vittoria *1707 †1769        | Maria Matilde *1710 †1717   | Maria Matilde *1710 †1717                                       | Isabella *1712 †1713                                            | Isabella *1712 †1713                                                        | Vittorio Amedeo *1714 †1766 ⚭ Gabriella Dal Pozzo *1723 †1781               | Vittorio Amedeo *1714 †1766 ⚭ Gabriella Dal Pozzo *1723 †1781        | Isabella *1715 †? ⚭ Felice Silvestro Roero *? †1756               | Isabella *1715 †? ⚭ Felice Silvestro Roero *? †1756 | Ambrogio Giovanni *1716 †1792 | Ambrogio Giovanni *1716 †1792 | Tomaso Maria *1718 †1787  | Tomaso Maria *1718 †1787                                                     |                                                                              |                               |                               |
| | |                                                                           |                             |                             |                                                                 |                                                                 |                                                                             |                                                                             |                                                                      |                                                                   |                                                     |                               |                               |                           |                                                                              |                                                                              |                               |                               |
| | |                                                                           |                             |                             |                                                                 |                                                                 |                                                                             |                                                                             |                                                                      |                                                                   |                                                     |                               |                               |                           |                                                                              |                                                                              |                               |                               |
| | Barbara Francesca *1746 †1786 ⚭ Giovanni Battista Pallavicino *1742 †1778                          | Barbara Francesca *1746 †1786 ⚭ Giovanni Battista Pallavicino *1742 †1778 | Enrica Isabella *1747 †1749 | Enrica Isabella *1747 †1749 | Angela Giovanna *1749 †1766 ⚭ Pio Francesco Bellisomi *1735 †?  | Angela Giovanna *1749 †1766 ⚭ Pio Francesco Bellisomi *1735 †?  | Tomaso *1751 †1754                                                          | Tomaso *1751 †1754                                                          | Cesare Ambrogio *1752 †1753                                          | Cesare Ambrogio *1752 †1753                                       | Lodovico Giuseppe *1753 †1754                       | Lodovico Giuseppe *1753 †1754 | Tomaso *1755 †1757            | Tomaso *1755 †1757        | Ambrogio Maria *1757 †1832 ⚭ Cristina Teresa San Martino d'Agliè *1757 †1794 | Ambrogio Maria *1757 †1832 ⚭ Cristina Teresa San Martino d'Agliè *1757 †1794 |                               |                               |
| | |                                                                           |                             |                             |                                                                 |                                                                 |                                                                             |                                                                             |                                                                      |                                                                   |                                                     |                               |                               |                           |                                                                              |                                                                              |                               |                               |
| | |                                                                           |                             |                             |                                                                 |                                                                 |                                                                             |                                                                             |                                                                      |                                                                   |                                                     |                               |                               |                           |                                                                              |                                                                              |                               |                               |
| | |                                                                           |                             |                             |                                                                 |                                                                 |                                                                             |                                                                             |                                                                      |                                                                   |                                                     |                               | Alfonso Carlo *1778 †1808     | Alfonso Carlo *1778 †1808 | Cristina *1784 †1841 ⚭ Scipione Mathis *1784 †1858                           | Cristina *1784 †1841 ⚭ Scipione Mathis *1784 †1858                           | Vittorio Raimondo *1792 †1812 | Vittorio Raimondo *1792 †1812 |
| | |                                                                           |                             |                             |                                                                 |                                                                 |                                                                             |                                                                             |                                                                      |                                                                   |                                                     |                               |                               |                           |                                                                              |                                                                              |                               |                               |
| | |                                                                           |                             |                             |                                                                 |                                                                 |                                                                             |                                                                             |                                                                      |                                                                   |                                                     |                               |                               |                           |                                                                              |                                                                              |                               |                               |
| | |                                                                           |                             |                             |                                                                 |                                                                 |                                                                             |                                                                             |                                                                      |                                                                   |                                                     |                               |                               |                           |                                                                              |                                                                              | †                             |                               |

### Ghilini Pettenari
|                                         |                                         |                                                       |                                                       |                                                                                          |                                                                                          |                                                                               |                                                                               |                                                                           |                                                             |                                                             |                                                           |                                                         |                                                         |                                        |                                        |
|                                         |                                         |                                                       |                                                       |                                                                                          |                                                                                          |                                                                               |                                                                               | · Signori di Movarone · Cristoforo · *? †1630 · ⚭ Daria Pettenari · *? †? |                                                             |                                                             |                                                           |                                                         |                                                         |                                        |                                        |
|                                         |                                         |                                                       |                                                       |                                                                                          |                                                                                          |                                                                               |                                                                               |                                                                           |                                                             |                                                             |                                                           |                                                         |                                                         |                                        |                                        |
|                                         |                                         |                                                       |                                                       |                                                                                          |                                                                                          |                                                                               |                                                                               |                                                                           |                                                             |                                                             |                                                           |                                                         |                                                         |                                        |                                        |
|                                         |                                         |                                                       |                                                       |                                                                                          |                                                                                          |                                                                               |                                                                               | Cristoforo Carlo *1630 test. 1681 ⚭ Teresa Cermelli *? †?                 |                                                             |                                                             |                                                           |                                                         |                                                         |                                        |                                        |
|                                         |                                         |                                                       |                                                       |                                                                                          |                                                                                          |                                                                               |                                                                               |                                                                           |                                                             |                                                             |                                                           |                                                         |                                                         |                                        |                                        |
|                                         |                                         |                                                       |                                                       |                                                                                          |                                                                                          |                                                                               |                                                                               |                                                                           |                                                             |                                                             |                                                           |                                                         |                                                         |                                        |                                        |
|                                         |                                         |                                                       |                                                       |                                                                                          |                                                                                          | Ghilini Pettenari Fabrizio IV *1665 †1745 ⚭ Lucrezia Stortiglione *1663 †1751 | Ghilini Pettenari Fabrizio IV *1665 †1745 ⚭ Lucrezia Stortiglione *1663 †1751 | Emilio *? †?                                                              | Emilio *? †?                                                | Maria Maddalena *? †? ⚭ Giovanni Antonio Monticelli *? †?   | Maria Maddalena *? †? ⚭ Giovanni Antonio Monticelli *? †? |                                                         |                                                         |                                        |                                        |
|                                         |                                         |                                                       |                                                       |                                                                                          |                                                                                          |                                                                               |                                                                               |                                                                           |                                                             |                                                             |                                                           |                                                         |                                                         |                                        |                                        |
|                                         |                                         |                                                       |                                                       |                                                                                          |                                                                                          |                                                                               |                                                                               |                                                                           |                                                             |                                                             |                                                           |                                                         |                                                         |                                        |                                        |
|                                         |                                         |                                                       | Giuseppe I *1705 †1768                                | Giuseppe I *1705 †1768                                                                   | Cristoforo II *? †1787 ⚭ Angela Maria Ferrari *1715 †1776                                | Cristoforo II *? †1787 ⚭ Angela Maria Ferrari *1715 †1776                     | Angela Emilia *? †? ⚭ Paolo Maria Castellani Merlani Varzi *1705 †1759        | Angela Emilia *? †? ⚭ Paolo Maria Castellani Merlani Varzi *1705 †1759    | Giovanni Battista *1716 †1783 ⚭ Marianna Guasco *1722 †1763 | Giovanni Battista *1716 †1783 ⚭ Marianna Guasco *1722 †1763 |                                                           |                                                         |                                                         |                                        |                                        |
|                                         |                                         |                                                       |                                                       |                                                                                          |                                                                                          |                                                                               |                                                                               |                                                                           |                                                             |                                                             |                                                           |                                                         |                                                         |                                        |                                        |
|                                         |                                         |                                                       |                                                       |                                                                                          |                                                                                          |                                                                               |                                                                               |                                                                           |                                                             |                                                             |                                                           |                                                         |                                                         |                                        |                                        |
|                                         |                                         |                                                       |                                                       | Ignazio Carlo *1745 †1830 ⚭ (I) Luigia di Valperga *? †? ⚭ (II) Teresa Olivazzi *? †1836 | Ignazio Carlo *1745 †1830 ⚭ (I) Luigia di Valperga *? †? ⚭ (II) Teresa Olivazzi *? †1836 |                                                                               |                                                                               | Cristina Emilia *? †1827 ⚭ Antonino Menafoglio *? †?                      | Cristina Emilia *? †1827 ⚭ Antonino Menafoglio *? †?        |                                                             |                                                           | Massimiliano Augusto *? †1832 ⚭ Cristina Cravetta *? †? | Massimiliano Augusto *? †1832 ⚭ Cristina Cravetta *? †? | Angela Maria *? †? ⚭ N. Cattaneo *? †? | Angela Maria *? †? ⚭ N. Cattaneo *? †? |
|                                         |                                         |                                                       |                                                       |                                                                                          |                                                                                          |                                                                               |                                                                               |                                                                           |                                                             |                                                             |                                                           |                                                         |                                                         |                                        |                                        |
|                                         |                                         |                                                       |                                                       |                                                                                          |                                                                                          |                                                                               |                                                                               |                                                                           |                                                             |                                                             |                                                           |                                                         |                                                         |                                        |                                        |
| (I) Enrico *? †1834 ⚭ Rosa Gualco *? †? | (I) Enrico *? †1834 ⚭ Rosa Gualco *? †? | (I) Marianna Teresa *? †1830 ⚭ Carlo Calcaprina *? †? | (I) Marianna Teresa *? †1830 ⚭ Carlo Calcaprina *? †? | (II) Emilio *1789 †1809                                                                  | (II) Emilio *1789 †1809                                                                  | (II) Giuseppe II *1801 †? ⚭ Maria Luisa Ziade Zanli *? †?                     | (II) Giuseppe II *1801 †? ⚭ Maria Luisa Ziade Zanli *? †?                     | (II) Domenico Luigi fl. 1805–1841                                         | (II) Domenico Luigi fl. 1805–1841                           | Eugenia *? †?                                               | Eugenia *? †?                                             | Amalia *? †?                                            | Amalia *? †?                                            | N. *? †?                               | N. *? †?                               |
|                                         |                                         |                                                       |                                                       |                                                                                          |                                                                                          |                                                                               |                                                                               |                                                                           |                                                             |                                                             |                                                           |                                                         |                                                         |                                        |                                        |
|                                         |                                         |                                                       |                                                       |                                                                                          |                                                                                          |                                                                               |                                                                               |                                                                           |                                                             |                                                             |                                                           |                                                         |                                                         |                                        |                                        |
| Carlotta Luigia *? †?                   | Carlotta Luigia *? †?                   |                                                       | Teresa *1826 †1890 ⚭ Carlo Dagna *? †?                | Teresa *1826 †1890 ⚭ Carlo Dagna *? †?                                                   | Antonio Luigi *1831 †1867                                                                | Antonio Luigi *1831 †1867                                                     | Rosa *1834 †1868 ⚭ Enrico Robutti *? †?                                       | Rosa *1834 †1868 ⚭ Enrico Robutti *? †?                                   | Costanza *1840 †?                                           | Costanza *1840 †?                                           |                                                           |                                                         |                                                         |                                        |                                        |
|                                         |                                         |                                                       |                                                       |                                                                                          |                                                                                          |                                                                               |                                                                               |                                                                           |                                                             |                                                             |                                                           |                                                         |                                                         |                                        |                                        |
|                                         |                                         |                                                       |                                                       |                                                                                          |                                                                                          |                                                                               |                                                                               |                                                                           |                                                             |                                                             |                                                           |                                                         |                                                         |                                        |                                        |
|                                         |                                         |                                                       |                                                       |                                                                                          | †                                                                                        |                                                                               |                                                                               |                                                                           |                                                             |                                                             |                                                           |                                                         |                                                         |                                        |                                        |

### Ghilini-Balbo Bertone
|                                                      |                                                      |                                                            |                                                            |                                                               |                                                               |                                                                                            |                                                                                            |                                                                              |                                                                              |                                                           |                                                                        |                                                                        |                                                |                                                           |                                                           |                                                    |                                                            |                                                            | |                                                        |                                                        |                                                           |                                                           |                |                                                               |                                                               |                                          |                   |                                                    |                                                                  |                                                                  |                                                       |
|                                                      |                                                      |                                                            |                                                            |                                                               |                                                               |                                                                                            |                                                                                            |                                                                              |                                                                              |                                                           |                                                                        |                                                                        |                                                |                                                           |                                                           |                                                    |                                                            |                                                            | · Signori di Castelceriolo · Daria Delfina · *1773 †1836 · ⚭ Carlo Gabriele Balbo Bertone · *1765 †1828 |                                                        |                                                        |                                                           |                                                           |                |                                                               |                                                               |                                          |                   |                                                    |                                                                  |                                                                  |                                                       |
|                                                      |                                                      |                                                            |                                                            |                                                               |                                                               |                                                                                            |                                                                                            |                                                                              |                                                                              |                                                           |                                                                        |                                                                        |                                                |                                                           |                                                           |                                                    |                                                            |                                                            | |                                                        |                                                        |                                                           |                                                           |                |                                                               |                                                               |                                          |                   |                                                    |                                                                  |                                                                  |                                                       |
|                                                      |                                                      |                                                            |                                                            |                                                               |                                                               |                                                                                            |                                                                                            |                                                                              |                                                                              |                                                           |                                                                        |                                                                        |                                                |                                                           |                                                           |                                                    |                                                            |                                                            | |                                                        |                                                        |                                                           |                                                           |                |                                                               |                                                               |                                          |                   |                                                    |                                                                  |                                                                  |                                                       |
|                                                      |                                                      |                                                            |                                                            |                                                               |                                                               |                                                                                            | Vittorio Amedeo *1792 †1846 ⚭ Luisa Carlotta Pallavicino *? †1842                          | Vittorio Amedeo *1792 †1846 ⚭ Luisa Carlotta Pallavicino *? †1842            |                                                                              |                                                           |                                                                        | tre figli                                                              | tre figli                                      |                                                           |                                                           |                                                    | Emilio *1800 †1872 ⚭ Luisa Teresa del Carretto *1811 †1889 | Emilio *1800 †1872 ⚭ Luisa Teresa del Carretto *1811 †1889 | |                                                        |                                                        |                                                           |                                                           |                | Callisto *1802†1865 ⚭ Carolina Massel di Caresana *1814 †1895 | Callisto *1802†1865 ⚭ Carolina Massel di Caresana *1814 †1895 |                                          |                   | Manfredo *1807 †1874 ⚭ Giuseppina Fischer *? †1875 | Manfredo *1807 †1874 ⚭ Giuseppina Fischer *? †1875               | Rosalia *? †1852 ⚭ Giuseppe Icheri di Malabaila *? †?            | Rosalia *? †1852 ⚭ Giuseppe Icheri di Malabaila *? †? |
|                                                      |                                                      |                                                            |                                                            |                                                               |                                                               |                                                                                            |                                                                                            |                                                                              |                                                                              |                                                           |                                                                        |                                                                        |                                                |                                                           |                                                           |                                                    |                                                            |                                                            | |                                                        |                                                        |                                                           |                                                           |                |                                                               |                                                               |                                          |                   |                                                    |                                                                  |                                                                  |                                                       |
|                                                      |                                                      |                                                            |                                                            |                                                               |                                                               |                                                                                            |                                                                                            |                                                                              |                                                                              |                                                           |                                                                        |                                                                        |                                                |                                                           |                                                           |                                                    |                                                            |                                                            | |                                                        |                                                        |                                                           |                                                           |                |                                                               |                                                               |                                          |                   |                                                    |                                                                  |                                                                  |                                                       |
|                                                      |                                                      |                                                            |                                                            | Maria *1824 †1861 ⚭ Gian Filippo Gallarati Scotti *1826 †1899 | Maria *1824 †1861 ⚭ Gian Filippo Gallarati Scotti *1826 †1899 | Carlo Alberto *1826 †1845                                                                  | Carlo Alberto *1826 †1845                                                                  | Carlotta *1827 †1911 ⚭ Federico Giacinto Calori Provana Balliani *1814 †1890 | Carlotta *1827 †1911 ⚭ Federico Giacinto Calori Provana Balliani *1814 †1890 | Ernesto *1837 †1909 ⚭ Anne Bonne Fougerette *1842 †1912   | Ernesto *1837 †1909 ⚭ Anne Bonne Fougerette *1842 †1912                | Callisto *? †1843                                                      | Callisto *? †1843                              | Vittoria *1833 †1906 ⚭ Giuseppe Gay di Quarti *1816 †1891 | Vittoria *1833 †1906 ⚭ Giuseppe Gay di Quarti *1816 †1891 | Daria *1837 †1885 ⚭ Alessandro Provana *1815 †1881 | Daria *1837 †1885 ⚭ Alessandro Provana *1815 †1881         | Emilia *1853 †? ⚭ Gualberto Gromis di Trana *? †?          | Emilia *1853 †? ⚭ Gualberto Gromis di Trana *? †?                                                       | Camilla *? †1865 ⚭ Luigi Celestino Seyssel d'Aix *? †? | Camilla *? †1865 ⚭ Luigi Celestino Seyssel d'Aix *? †? | Maria *? †1888 ⚭ Annibale Civalieri Inviziati *1827 †1913 | Maria *? †1888 ⚭ Annibale Civalieri Inviziati *1827 †1913 | cinque figli   | cinque figli                                                  | Edoardo *1854 †? ⚭ Olimpia Durando *? †?                      | Edoardo *1854 †? ⚭ Olimpia Durando *? †? | Daria *? †infante | Daria *? †infante                                  | Conti della Loggia Laura *1849 †1933 ⚭ Gaetano Galli *1831 †1898 | Conti della Loggia Laura *1849 †1933 ⚭ Gaetano Galli *1831 †1898 |                                                       |
|                                                      |                                                      |                                                            |                                                            |                                                               |                                                               |                                                                                            |                                                                                            |                                                                              |                                                                              |                                                           |                                                                        |                                                                        |                                                |                                                           |                                                           |                                                    |                                                            |                                                            | |                                                        |                                                        |                                                           |                                                           |                |                                                               |                                                               |                                          |                   |                                                    |                                                                  |                                                                  |                                                       |
|                                                      |                                                      |                                                            |                                                            |                                                               |                                                               |                                                                                            |                                                                                            |                                                                              |                                                                              |                                                           |                                                                        |                                                                        |                                                |                                                           |                                                           |                                                    |                                                            |                                                            | |                                                        |                                                        |                                                           |                                                           |                |                                                               |                                                               |                                          |                   |                                                    |                                                                  |                                                                  |                                                       |
| Vittorio Carlo *1867 †1943 ⚭ Maria Ruffo *1872 †1950 | Vittorio Carlo *1867 †1943 ⚭ Maria Ruffo *1872 †1950 | Luigi *1873 †1945 ⚭ Teresa Nicolis di Robilant *1883 †1968 | Luigi *1873 †1945 ⚭ Teresa Nicolis di Robilant *1883 †1968 |                                                               |                                                               | tre figli                                                                                  | tre figli                                                                                  |                                                                              |                                                                              | Filippo *1879 †1941 ⚭ Maria Alberta Engelfred *1886 †1965 | Filippo *1879 †1941 ⚭ Maria Alberta Engelfred *1886 †1965              |                                                                        |                                                |                                                           |                                                           |                                                    |                                                            |                                                            | Federico *1883 †1944 ⚭ Sita Halenke *1898 †1986                                                         | Federico *1883 †1944 ⚭ Sita Halenke *1898 †1986        | Giacomina *1874 †? ⚭ Callisto Gay di Quarti *? †?      | Giacomina *1874 †? ⚭ Callisto Gay di Quarti *? †?         |                                                           |                |                                                               | tre figli                                                     | tre figli                                |                   |                                                    | Manfredo *1873 †1881                                             | Manfredo *1873 †1881                                             |                                                       |
|                                                      |                                                      |                                                            |                                                            |                                                               |                                                               |                                                                                            |                                                                                            |                                                                              |                                                                              |                                                           |                                                                        |                                                                        |                                                |                                                           |                                                           |                                                    |                                                            |                                                            | |                                                        |                                                        |                                                           |                                                           |                |                                                               |                                                               |                                          |                   |                                                    |                                                                  |                                                                  |                                                       |
|                                                      |                                                      |                                                            |                                                            |                                                               |                                                               |                                                                                            |                                                                                            |                                                                              |                                                                              |                                                           |                                                                        |                                                                        |                                                |                                                           |                                                           |                                                    |                                                            |                                                            | |                                                        |                                                        |                                                           |                                                           |                |                                                               |                                                               |                                          |                   |                                                    |                                                                  |                                                                  |                                                       |
|                                                      | due figli                                            | due figli                                                  | Emanuele *1921 †1948 ⚭ Giuseppina Carena *1922 †?          | Emanuele *1921 †1948 ⚭ Giuseppina Carena *1922 †?             |                                                               | Carlo Ernesto *1918 †2003 ⚭ (I) Gabriella Wagniere *1925 †1967 ⚭ (II) Laura Adani *1913 †? | Carlo Ernesto *1918 †2003 ⚭ (I) Gabriella Wagniere *1925 †1967 ⚭ (II) Laura Adani *1913 †? |                                                                              |                                                                              |                                                           | Giovanni Alberto *1922 †2006 ⚭ Arcangela Patrizi Naro Montoro *1938 †? | Giovanni Alberto *1922 †2006 ⚭ Arcangela Patrizi Naro Montoro *1938 †? | Bona *1914 †1986 ⚭ Enrico della Croce *1912 †? | Bona *1914 †1986 ⚭ Enrico della Croce *1912 †?            | Micaela *1915 †? ⚭ Emanuele Langosco *1921 †?             | Micaela *1915 †? ⚭ Emanuele Langosco *1921 †?      | Vittorio Amedeo *1920 †? ⚭ Alda Radae’lli *1932 †?         | Vittorio Amedeo *1920 †? ⚭ Alda Radae’lli *1932 †?         | |                                                        | Raimondo *1924 †? ⚭ Nicoletta Gani *1923 †?            | Raimondo *1924 †? ⚭ Nicoletta Gani *1923 †?               |                                                           |                |                                                               |                                                               |                                          |                   |                                                    |                                                                  |                                                                  |                                                       |
|                                                      |                                                      |                                                            |                                                            |                                                               |                                                               |                                                                                            |                                                                                            |                                                                              |                                                                              |                                                           |                                                                        |                                                                        |                                                |                                                           |                                                           |                                                    |                                                            |                                                            | |                                                        |                                                        |                                                           |                                                           |                |                                                               |                                                               |                                          |                   |                                                    |                                                                  |                                                                  |                                                       |
|                                                      |                                                      |                                                            |                                                            |                                                               |                                                               |                                                                                            |                                                                                            |                                                                              |                                                                              |                                                           |                                                                        |                                                                        |                                                |                                                           |                                                           |                                                    |                                                            |                                                            | |                                                        |                                                        |                                                           |                                                           |                |                                                               |                                                               |                                          |                   |                                                    |                                                                  |                                                                  |                                                       |
|                                                      |                                                      |                                                            | Maria Edmea *1947 ⚭ Francesco Zen *1936                    | Maria Edmea *1947 ⚭ Francesco Zen *1936                       | Filippo *1956 ⚭ Patricia Zapparloi *? †?                      | Filippo *1956 ⚭ Patricia Zapparloi *? †?                                                   | Cristina *1950 ⚭ Claudio Gorini *1941 †?                                                   | Cristina *1950 ⚭ Claudio Gorini *1941 †?                                     | Amedeo *1966                                                                 | Amedeo *1966                                              | Andrea *1967 ⚭ Guendalina Coda Nunziante *? †?                         | Andrea *1967 ⚭ Guendalina Coda Nunziante *? †?                         |                                                | Constantino *1969 ⚭ Caroline Chodron de Courcel *1971     | Constantino *1969 ⚭ Caroline Chodron de Courcel *1971     |                                                    | Iula Francesca *1954                                       | Iula Francesca *1954                                       | Benvenuto *1948                                                                                         | Benvenuto *1948                                        | Aimone *1951 †? ⚭ Livia Manera *1958                   | Aimone *1951 †? ⚭ Livia Manera *1958                      | Manfredo *1955                                            | Manfredo *1955 |                                                               |                                                               |                                          |                   |                                                    |                                                                  |                                                                  |                                                       |
|                                                      |                                                      |                                                            |                                                            |                                                               |                                                               |                                                                                            |                                                                                            |                                                                              |                                                                              |                                                           |                                                                        |                                                                        |                                                |                                                           |                                                           |                                                    |                                                            |                                                            | |                                                        |                                                        |                                                           |                                                           |                |                                                               |                                                               |                                          |                   |                                                    |                                                                  |                                                                  |                                                       |
|                                                      |                                                      |                                                            |                                                            |                                                               |                                                               |                                                                                            |                                                                                            |                                                                              |                                                                              |                                                           |                                                                        |                                                                        |                                                |                                                           |                                                           |                                                    |                                                            |                                                            | |                                                        |                                                        |                                                           |                                                           |                |                                                               |                                                               |                                          |                   |                                                    |                                                                  |                                                                  |                                                       |
|                                                      |                                                      |                                                            |                                                            |                                                               | Maria Gabriella *1995 †?                                      | Maria Gabriella *1995 †?                                                                   |                                                                                            |                                                                              |                                                                              |                                                           | Olimpia *? †?                                                          | Olimpia *? †?                                                          | Pietro *? †?                                   | Pietro *? †?                                              | Giovanni *1999 †?                                         | Giovanni *1999 †?                                  |                                                            |                                                            | |                                                        | Constantino *1988                                      | Constantino *1988                                         |                                                           |                |                                                               |                                                               |                                          |                   |                                                    |                                                                  |                                                                  |                                                       |

## Membri non in albero

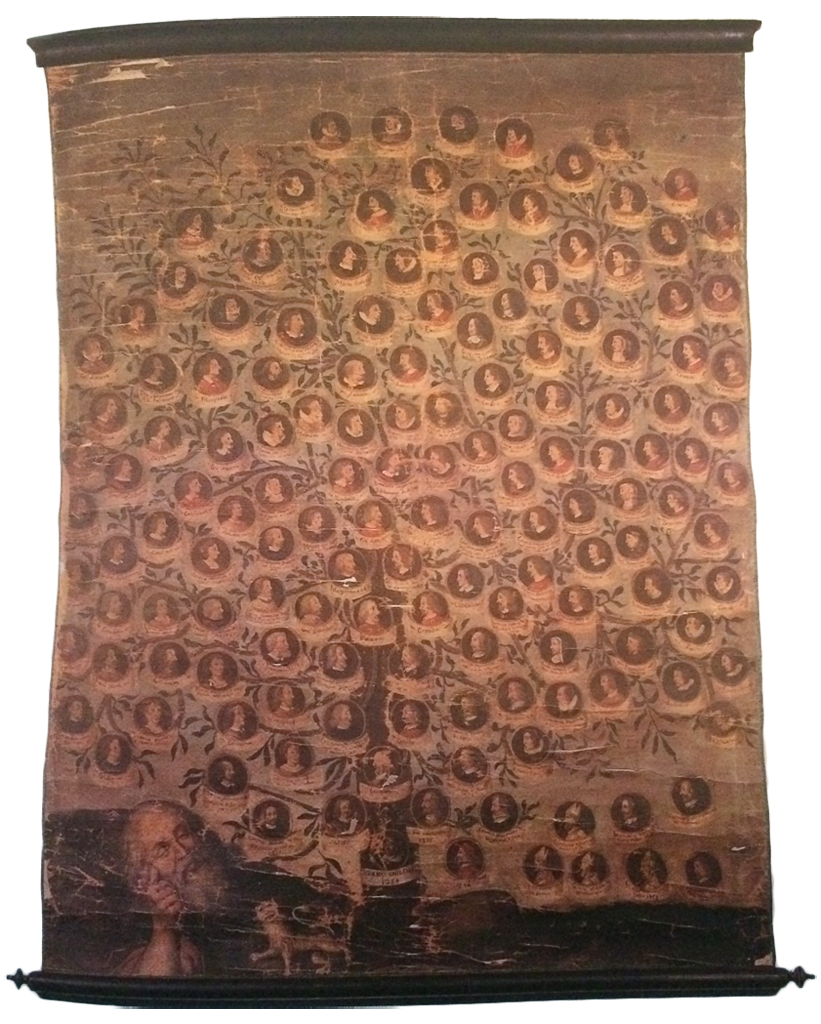
Albero genealogico della famiglia Ghilini

Dei seguenti membri della famiglia Ghilini non si conosce la posizione precisa nell'albero genealogico.
- Auricola - Prese parte quale rappresentante del consiglio della città di Alessandria all'atto del 12 marzo 1347 con il quale, d'accordo con l'autorità ecclesiastica locale, fu stabilita la giurisdizione spirituale degli abitanti di Alessandria
- Antonio o Antonino - Notaio imperiale, come da atto del 19 febbraio 1431, riguardante gli Inviziati, e come da testamento del settembre 1434 di Giacomo II Ghilini, figlio di Gherardo III da lui ricevuto in Alessandria[175]
- Milano - Il 17 maggio 1471 Pietro Baratta e Domenico Mantelli danno sentenza arbitrale circa questioni tra lui e Tristano Inviziati.
- Michele - Fu conte di Asuni il 10 ottobre 1749 per acquisto fatto da Fernando Marghens-Nin, conte del Castillo. Vendette detto feudo il 23 marzo 1753 al mercante Guglielmo Tauffani.

### Bibliografiche
1. ↑  Vittorio Angius, p. 1381, 1403.
2. ↑  Francesco Guasco, tav. IX

### Esplicative
1. ↑  Capo delle milizie alessandrine, fu mandato nel 1280 in aiuto di Ottone Visconti, arcivescovo di Milano, contro i Torriani.
2. ↑  Figlia di Lanfranco Spinola.
3. 1 2 3 4 5 6 7 8 9 10 11 12 13 14 15 16 17 18  Decurione di Alessandria.
4. 1 2  Vivente nel 1289, come da testamento del padre, dal quale fu chiamato erede insieme al fratello.
5. ↑  Di Firenze.
6. ↑  Signore della Rocchetta Palafea, vedovo di Rosa Ranuzzi da Siena. Fu sepolto in Alessandria nella chiesa di san Francesco.
7. ↑  Giacomo Ghilini fu nominato giudice delle vettovaglie sotto il duca Filippo Maria Visconti il 16 marzo 1413, mantenendo tale carica per diversi anni. Dopo il ritiro, si trasferì nella sua patria, Alessandria, dove morì nel settembre 1434. Il suo testamento fu redatto dal notaio Antonio Ghilini e, secondo le sue volontà, fu sepolto nella cappella di santa Caterina nel duomo di Alessandria.
8. ↑  Fu invitato da Gian Galeazzo Visconti, Duca di Milano, a insegnare legge nell'Università di Pavia. Scrisse l'opera: De identitate rerum et personarum.
9. ↑  Castellano della Rocca di Felizzano.
10. 1 2  Ricoprì il ruolo di ambasciatore per la città di Alessandria durante le celebrazioni a Milano, in occasione dell'investitura di Gian Galeazzo Visconti a duca nel 1395. A proprie spese, rappresentò con dignità la sua città natale. Nel 1397, assunse la carica di decurione di Alessandria e membro del Consiglio degli Anziani. L'anno successivo, il duca lo nominò castellano di Monza e, nel 1401, lo delegò come ambasciatore presso Firenze. Al suo ritorno, nel 1402, fu designato presidente del Magistrato ordinario di Milano. Nel 1415, agì come procuratore speciale del duca Filippo Maria Visconti per l'istituzione delle cappellanie ducali nel duomo di Monza. In riconoscimento dei suoi servigi, nel 1429 ottenne l'esenzione da ogni tassa. Nel 1432, fu inviato come ambasciatore presso Niccolò III d'Este, marchese di Ferrara, Modena e Reggio, per mediare un congresso di pace tra il duca di Milano, i veneziani alleati e i fiorentini. Alessandria, nel 1437, lo esonerò, insieme ai suoi figli, da ogni onere fiscale. Nel suo testamento, datato 20 gennaio 1439, istituì un beneficio sacerdotale dedicato ai santi Cristoforo e Giuliano all'interno della cattedrale di Alessandria. Si spense il 1º febbraio 1439 a Milano, sua residenza, e trovò sepoltura nella basilica di Sant'Eustorgio, dove a memoria del suo passaggio fu apposta l'epigrafe seguente:

His Lapis Egregium Virtute Et Sanguine Corpus / Sacra Cohors Animami Nomen Et Orbis Habet / Christophorus Ghilinus Erat Celeberrimus Unus / Justitia Et Magnus Questor In Urbe Fuit / Huic Pietas Huic Prisca Fides Huic Inclita Virtus / Huic Micuit Sacrae Religionis Amor / Ast Ego Qui Numquam Potui Te Extollere Vivum / Laudibus Haec Cineri Carmina Sculpta Dedi / Mille Quadringentis Triginta Novemque Sub Annis / In Prima FebruI Luce Senex Obiit.
(Cfr. Gabriele Archetti.).
11. ↑  Figlia di Lorenzo de' Terenzi di Pisauro, cavaliere aurato.
12. ↑  Era iscritto al collegio dei giureconsulti di Alessandria e nel 1430, ancora giovane, ricoprì l'incarico di professore di giurisprudenza all'Università di Pavia, ateneo del quale fu rettore nel 1433. Fece testamento il 14 maggio 1463 da Luca Ferrario, notaio di Alessandria. Il testamento è un importante tassello storico per la città di Alessandria, soprattutto per le vicende legate alla chiesa di santa Maria del Carmine della stessa città. Nel testamento vengono stabiliti tre importanti legati a favore di alcune chiese di Alessandria: 5 fiorini imperiali per la chiesa di santa Maria di Castello, 25 per « Sancte Marie de Montecarmello pro laborerio et fabrica dicte ecclexie » e 15 per la chiesa di San Bernardino. Eredi universali sono nominati i due nipoti, Giovanni Nicolò e Giovanni Tommaso, ricordati in seguito dall'annalista Ghilini come "fondatori" della chiesa insieme al cugino Manfredo. Nel testamento viene anche specificato che, in caso di turbative recate alla moglie Dorotea nel possesso del proprio legato, l'ingente somma a lei destinata venga trasferita alla chiesa del Carmine, individuata come erede universale in secondo grado, e utilizzata « in fabrica et reparatione dicte ecclexie et edificiorum dicti conventus ». (Cfr. Testamento di Rolando Ghilini, ASAl, ASCAl, Serie I, Archivio Ghilini, m. 613, Testamenti.).
13. 1 2  Di Milano.
14. 1 2  Decurione di Alessandria. Concorse nel 1466 con il fratello Giovanni Nicolò, con il cugino Manfredo e con il giureconsulto Dal Pozzo, all'erezione della chiesa del Carmine in Alessandria. Il 26 novembre 1489 fu eletto dagli Sforza castellano di Caravaggio. Istituì nel 1502 un beneficio nella cappella di Santa Caterina della cattedrale di Alessandria.
15. ↑  Fu un capitano sotto il regno di Francesco Sforza, duca di Milano. Su richiesta del duca, si recò in Francia insieme al figlio Galeazzo Maria per aiutare Luigi XI, re di Francia, contro Carlo I, duca di Borgogna. Durante il suo soggiorno si scontrò in un duello con un barone francese e lo uccise. Per questo atto e per i suoi meriti, fu insignito del titolo di cavaliere di San Michele. Insieme a suo fratello Giovanni Tomaso, suo cugino Manfredo e il giureconsulto Dal Pozzo, contribuì alla fondazione della chiesa di Santa Maria del Carmine di Alessandria nel 1466. Fece testamento il 22 agosto 1496, nominando suo nipote Giovanni Giacomo, figlio di suo fratello Giovanni Tomaso, come erede. Nella suddetta chiesa, di fronte alla cappella di sant'Alberto, venne posta l'iscrizione seguente: "Nicolaus Ille Ghilinus / Hanc Construi Jussit", che commemora la sua responsabilità nella costruzione della chiesa.
16. ↑  Dei Signori di Altavilla.
17. ↑  Giuliano, nel 1459, insieme al fratello Giovanni, adempié alle disposizioni testamentarie del padre dotando la cappella dei santi Cristoforo e Giuliano situata nel duomo di Alessandria. Nel 1464, i fratelli Ghilini ricevettero l'autorizzazione a trasferire a Gentile Simonetta i diritti sul feudo di Gamalero, ereditato in seguito al decesso di Facino Stefano Ghilini, figlio di Simonino. Successivamente, nel 1468, Giuliano e Giovanni entrarono in possesso del feudo di Castelceriolo. Giuliano ricoprì l'incarico di podestà a Pavia nel 1466 e risiedette a Milano. Redasse il proprio testamento nel 1474.
18. ↑  Figlia di Maffiolo Birago di Milano. Sposa Giuliano Ghilini il 20 gennaio 1431. In data 27 marzo 1480, procedette con l'atto diseredazione nei confronti del figlio Francesco. Successivamente, il 3 giugno dello stesso anno, insieme al figlio Andrea, ottenne dal Consiglio Ducale una sentenza che risolveva le controversie con Francesco relative alla divisione di beni a Castelceriolo. Il 13 dicembre, Margherita e Andrea alienarono a Gerolamo Guasco la loro quota di proprietà a Castelceriolo, escluso il castello, nonché i beni situati a Pietra Marazzi e Montecastello. Questa transazione, che riguardava il quarto dei beni posseduti dai Ghilini in quelle terre, fu concordata per un corrispettivo di 1500 ducati d'oro. A seguito di questa vendita, la torre quadrata, parte del patrimonio alienato e ancora esistente, entrò in possesso della famiglia Guasco. Questa struttura, che faceva parte della dimora dei Ghilini, divenne nota per aver ospitato nel 1649 la regina Maria Anna di Spagna quando vi fece sosta prima del suo arrivo ad Alessandria.
19. ↑  Di Asti.
20. ↑  Servì come capitano di cavalleria sotto Ludovico il Moro. Dopo la battaglia di Fornovo si presentò a Pavia con le insegne del Re di Francia, motivo per il quale fu incarcerato. Il 13 dicembre 1480, concordemente con la madre, vendette i loro beni a Castelceriolo, escluso il castello, e le proprietà a Pietra Marazzi e Montecastello. Dal primo matrimonio ebbe due figli: Caterina (*? †?) e Fortunato (*? †?). Visse a Montemagno, nel Monferrato, e al 18 maggio 1517 risultava già deceduto.
21. ↑  Insieme alla figlia Caterina presentò una richiesta affinché fosse revocata l'amministrazione del patrimonio ad Andrea Ghilini, rispettivamente marito e padre; venne identificato come sperperatore dei beni. La loro petizione ottenne riscontro positivo il 7 agosto 1483, mediante un decreto ducale che accolse la richiesta.
22. ↑  Cittadino di Milano, ricoprì il ruolo di capitano di cavalleria leggera al servizio di Luigi XII di Francia durante le guerre d'Italia. Si occupò dell'ampliamento delle torri del castello di Castelceriolo, migliorandone le difese con la realizzazione di un fossato. Dedicò inoltre notevoli sforzi e risorse finanziarie all'accumulo di acqua, utilizzata sia per l'irrigazione dei terreni di sua proprietà sia per il riempimento del fossato che circondava il castello.
23. ↑  Figlio di Guglielmo Lanzavecchia.
24. ↑  Signore di Fontaneto, consigliere ducale, governatore di Parma e Novara, figlio del celebre Gasparino Visconti, signore di Visano (Brescia), Cavaliere della Giarrettiera, senatore, e di Agnese Besozzi. Filippo era gia vedovo di Marzia del Carretto, e di Giovanna del Marchese Rolando Pallavicino.
25. ↑  Cosignore di Castelceriolo e Gamalero. Nel corso del XV secolo prestò servizio per i Duchi di Milano, dapprima come capitano di cavalleria, per poi assumere il comando di diverse compagnie sia di fanteria che di cavalleria. Nella fase finale della sua carriera, ricoprì l'incarico di governatore di Bergamo. Oltre al suo ruolo militare, Ghilini ebbe incarichi civici, tra cui quello di decurione nella sua città natale, Alessandria. In tale contesto, contribuì alla costruzione della complesso convenutale di San Bernardino da Siena intorno al 1430, insieme alle famiglie Clari, Mantelli e Mazzoni, in seguito alla canonizzazione di Bernardino, che trent'anni prima aveva introdotto a Alessandria l'Ordine dei frati Minori della regolare osservanza. Ghilini donò personalmente il terreno per la realizzazione del chiostro e del dormitorio e istituì all'interno della chiesa la cappella dedicata al Beato Salvatore d'Orta. Nel 1466, fece dono del terreno per la costruzione della chiesa del Carmine, che venne affidata ai Carmelitani. Morì a Bergamo il 13 marzo, prima della scomparsa del padre. Il suo corpo fu trasferito a Pavia e sepolto nella chiesa di san Giacomo. La lapide posta a sua memoria recita: « Manfredus Ghilinus Patricius Alexandrinus vir omni virtute et bellica laude insignis claruit. Hic namque tantum apud Mediolan. Principes valuit gratia ut ab illis ad summos onores et militares dignitates sit evectus. Eques enim cataphractus primum fuit, mox crescente gloria Decurio equitum turmæ dein evectus, majoribus tum peditum tum equitum copiis Bergomo præficitur ut ejus Civitatis præsidio exhiberet, in quo munere tandem relicta post se præclara atque prope invicti Ducis fama, non sine moerore Joannis Galeatii Mariæ et Bonæ Mediol. Ducum senio et militaribus laboribus confectus, animam Deo reddidit » (in italiano: Manfredo Ghilini, nobile di Alessandria, fu un uomo distinto per ogni virtù e celebre per il merito militare. Egli infatti ottenne tanto favore presso i principi di Milano che da loro fu elevato ai massimi onori e gradi militari. Inizialmente fu un cavaliere corazzato, poi, con la crescente fama, fu promosso a decurione della cavalleria e successivamente posto al comando di forze maggiori sia di fanteria che di cavalleria a Bergamo, per fungere da presidio della città. In questo incarico, infine, lasciò dietro di sé l'illustre e quasi invincibile fama del Duca, e, consumato dalla vecchiaia e dalle fatiche militari, non senza il dolore di Gian Galeazzo Maria Sforza e Bona di Milano, rese l'anima a Dio.).
26. ↑  Figlia di Antonio Lupi dei marchesi di Soragna di Parma. Muore il 20 agosto e viene sepolta nella chiesa di san Bernardino, nella cappella del beato Salvatore d'Orta dove il marito aveva fatto costruire un sepolcro.
27. ↑  Conte della Somaglia, avaliere aurato e conte palatino, figlio di Bartolomeo.
28. ↑  Di Cremona.
29. ↑  Risiedeva nella città di Alessandria e ricoprì il ruolo di capitano dei lanceri a cavallo sotto il comando di Carlo V durante le guerre d'Italia. Nel 1527, durante l'assedio di Bosco, quando Odet de Foix, conte di Lautrec, cercò di costringere alla resa anche Castelceriolo, protetto con fermezza da Giuliano, quest'ultimo incrementò rapidamente le difese. Nonostante Odet de Foix avesse conquistato Alessandria, non riuscì a catturare Castelceriolo, che rimase intatto. Morì il 27 marzo 1531 ad Alessandria e venne sepolto nella sua cappella, dedicata a Sant'Alberto, nella chiesa di santa Maria del Carmine. Sulla sua tomba fu posta la seguente iscrizione: Julianus Ghilinus / Qui Sempre Amicis Et Patriæ Vixit Cineres Suos / Huc Ponendos Curavit / Anno A Virgineo Partu / MDXXXI / Die XXVII Martii.
30. ↑  Figlia di Francesco, signore di Corticelle.
31. ↑  Figlia di Giacomo, giureconsulto cremonese.
32. 1 2  Figlio naturale.
33. ↑  Lucrezia, fattasi monaca con il nome di suor Illuminata, morì il 15 agosto nel santuario di Santa Maria del Monte. Dalla chiesa viene venerata come Beata Illuminata Alciati (cfr. Edoardo Rossetti).
34. ↑  Figlia di Biagio Bottigella di Pavia.
35. ↑  Prevosto di San Martino di Bollate nel 1497. Nel 1496 era stato nominato canonico della chiesa di Santa Maria della Scala di Milano dal duca di Milano Ludovico il Moro (cfr. Storia della parrocchia di San Martino di Bollate, p. 7).
36. ↑  Signore del Cairo, figlio di Giovanni Pietro Isimbardi e di Paola Bottigella.
37. ↑  Cavaliere aurato come il padre, Agostino Benvenuti di Crema.
38. ↑  Morì il 4 aprile.
39. ↑  Cavaliere aurato, fratello di Gerolamo, marito di Margherita Ghilini. Maria ed Ettore ebbero sette figli, tre maschi e quattro femmine. Vedovo si sposò una seconda volta. Morì il 3 marzo.
40. ↑  Sepolto nella cappella di Sant'Alberto della chiesa di santa Maria del Carmine di Alessandria.
41. ↑  Figlia di Gerolamo Doria.
42. ↑  Riceve la tonsura da chierico il 25 luglio 1519.
43. ↑  Giureconsulto, figlio di Luigi, senatore di Milano.
44. ↑  Figlio di Bernabò Dal Pozzo, decurione di Alessandria nel 1502 e nel 1519, e di Antonia Guasco, di Edoardo, qu. Giacomo.
45. ↑  Madre di 22 figli.
46. ↑  Decurione di Alessandria. Per la morte di suo cugino Giuliano III, figlio di Giovanni Alberto e di Barbara Nicoletta Doria, ebbe l'intera giurisdizione di Castelceriolo.
47. ↑  Figlia di Manfredo Beccaria di Pavia.
48. ↑  Partecipò alla battaglia di Gerba nel 1560 sulle navi del suo parente Andrea Doria. Tornato sulla terraferma venne ucciso per una tresca amorosa a Carmagnola.
49. ↑  Maggiordomo di Cristina di Danimarca, figlia del re Cristiano II, vedova del duca di Milano Francesco II Sforza, passata poi a seconde nozze con il duca di Lorena Francesco I. Giovanni Antonio abitò a Pavia e morì di gotta in Alessandria il 20 marzo 1616. Fu sepolto nella chiesa di San Bernardino di Alessandria.
50. ↑  Figlio di Domenico Camurati di San Salvatore.
51. 1 2  Di Pavia.
52. ↑  Monaca e badessa nel monastero di Sant'Agata di Pavia.
53. ↑  Morì a causa della peste ad Arena e lì fu sepolto.
54. ↑  Milite per la Spagna, poi, tornato in Alessandria, ne fu decurione. Morì il 25 marzo 1628 a Castelceriolo. Fu sepolto nella chiesa di San Bernardino di Alessandria.
55. ↑  Si distinse per il suo servizio militare nell'armata delle Fiandre. Nel 1625, ricoprendo il ruolo di capitano di un terzo, prese parte alle operazioni militari presso Verrua, contrapponendosi al duca di Savoia. Oltre al suo impegno in campo militare, si distinse per il suo forte senso di responsabilità sociale e per il suo impegno nei confronti della comunità di Alessandria. Nel 1649 fu tra i promotori della fondazione del monte di pietà nella città di Alessandria. Questa istituzione aveva lo scopo primario di fornire assistenza finanziaria ai poveri, con un'attenzione particolare verso le famiglie nobili in stato di decadenza, evidenziando così un duplice interesse verso il sostegno dei meno fortunati e il mantenimento dell'onore e della dignità delle famiglie aristocratiche in difficoltà. Per realizzare questo progetto, Ghilini contribuì con una donazione significativa, sia in termini monetari sia attraverso la cessione di alcune proprietà commerciali, dimostrando il suo impegno personale e finanziario nella causa. L'attuazione pratica della fondazione del monte di pietà fu affidata alla congregazione dell'ospedale dei santi Antonio e Biagio, un'istituzione già radicata nella comunità locale e impegnata in opere di carità e assistenza. La vita di Francesco Gerolamo terminò il 30 settembre 1656 colpito dalla peste, una delle molte epidemie che periodicamente affliggevano l'Europa in quel periodo.
56. ↑  Figlia di Tomaso Firuffini e di Barbara Milanesi, si sposò nel 1629.
57. ↑  Fu tenuta a battesimo a Castelceriolo da Cristina di Danimarca - duchessa di Lorena e vedova del duca di Milano Francesco II Sforza - della quale il padre era maggiordomo.
58. ↑  Capitano di fanteria per la Spagna, decurione di Alessandria nel 1657. Nello stesso anno, con un corpo militare, difese Alessandria dai francesi durante lassedio. Si sposò nel 1658.
59. ↑  Monaca, nel convento dell'Annunziata in Alessandria, con il nome di suor Gerolama Leonora.
60. ↑  Nacque il 18 novembre. Rivestì il ruolo di decurione ad Alessandria e fu attivo nelle milizie del contado. Con il passaggio di Alessandria sotto il Ducato di Savoia nel 1708, Ghilini, esprimendo malcontento per il cambiamento, si adoperò solo su alcune funzioni municipali. La sua opposizione allo Stato si intensificò, inizialmente per la soppressione dell'ispettorato delle milizie, di cui era a capo, e successivamente per la perdita del feudo di Castelceriolo, incamerato nel 1722, restando alla famiglia soltanto alcune privative che furono riscattate dal Governo nel 1824. Il feudo di Castelceriolo fu assegnato il 5 gennaio 1745 ad Antonio Zenone, mastro uditore di Tortona, con il titolo di conte. In precedenza, nel 1706, il prevosto Agostino Ferrari aveva trasferito a Ghilini il patronato del canonicato delle sante Lucia, Agata e Apollonia a Castelceriolo. Si spense il 13 dicembre.
61. ↑  Nel suo ruolo di Luogotenente Colonnello di fanteria per la Spagna, prestò servizio in Piemonte, dove le sue esperienze belliche inclusero ferite e prigionia. Promosso a Sergente Maggiore nel 1697, la sua carriera militare culminò tragicamente nel 1700, durante il suo impegno nella guerra di successione spagnola al servizio di Filippo V di Spagna, dove trovò la morte.
62. 1 2  Frate domenicano.
63. ↑  Chierico regolare di San Paolo. Fece la professione il 22 novembre 1688 prendendo il nome di Gaspare. Fu rettore del collegio dei Barnabiti di Alessandria.
64. ↑  Cosignore di Quattordio, decurione di Alessandria, figlio di Luigi Francesco Baratta e di Ippolita Arnuzzi de' Medici, figlia di Giordano Arnuzzi de' Medici e di Violante Guasco, figlia di Lodovico, senatore e cavaliere di san Giacomo.
65. ↑  Governatore di Castel Sant'Elmo a Napoli.
66. ↑  Nacque il 15 febbraio. Fu Decurione di Alessandria. Sebbene avesse un aspetto distinto, la sua conformazione fisica presentava delle anomalie. La sua reputazione tra i contemporanei era oggetto di interpretazioni contrastanti. Ghilini era noto per la sua capacità di comunicare in modo sottile e persuasivo, sebbene le sue intenzioni fossero spesso mirate a sfruttare le debolezze altrui, mascherate da nobili ideali. Durante il governatorato del marchese di Caraglio ad Alessandria, il teatro e il gioco d'azzardo erano attività diffuse, e Ghilini esprimeva pubblicamente disprezzo per coloro che frequentavano i teatri, associando la nobiltà alla capacità di perdere denaro con magnanimità, una strategia, questa, che gli permise di attrarre giovani nella sua cerchia e trarne profitto, sempre a loro danno. Con il declino dell'interesse per il gioco d'azzardo e il teatro, Ghilini adottò uno stile di vita più disciplinato, avvicinandosi ai Gesuiti e dedicandosi alla preghiera. Possedeva terreni tra i fiumi Tanaro e Bormida che incrementò abilmente, riuscendo a trarre vantaggio dalle piene dei due fiumi. Questo grazie alla gestione del suo fattore, Barzella, il quale, si presume, sapesse sfruttare le dinamiche fluviali per estendere i terreni, mediante tecniche di deviazione o contenimento delle acque durante le piene. Tutto ciò permetteva di depositare sedimenti fertili sui terreni, ampliandoli, a scapito delle proprietà adiacenti sulle opposte rive. Non solo incrementava la dimensione fisica dei suoi possedimenti, dunque, ma ne aumentava anche il valore e la produttività, contribuendo in modo significativo all'incremento della sua ricchezza. Ricchezza che si accumulò insieme all'eredità Boidi, pervenuta alla famiglia da sua nonna paterna Laura Boidi. Noto per la sua tenacia nelle dispute legali, anche per questioni minori che protraeva per lungo tempo, compì numerose migliorie ed ampliamenti del suo "Palazzo Ghilini". gli investimenti immobiliari, e le opere di miglioramento dei suoi fondi, furono significativi. Morì il 27 maggio, lasciando il segno come uomo di sostanziale ricchezza.
67. ↑  Figlia di Andrea Agostino Prati e di Isabella Mandrino. Donna saggia e molto stimata, dopo molti anni di vita rtirata, fu colpita da un malanno che la tenne negli ultimi tempi sempre invalida. Morì il 20 gennaio.
68. ↑  Nacque nel 1722. Decurione di Alesandria e sindaco di prima classe nel 1776 e nel 1782. Fu inoltre ragioniere di città e capitano di fiera. Morì il 13 dicembre, lasciando erede il fratello Cristoforo. Fu sepolto nella chiesa di san Bernardino, che poco dopo fu distrutta per costruirvi il carcere.
69. ↑  Figlia del Conte Francesco Besozzi di Milano. Portò una vistosa dote e un nobile parentado. Morì il 3 novembre per rosolia, incinta di pochi mesi. Il feto, ancora in vita, fu riconosciuto maschio e poté ricevere il battesimo e trasmettere al padre i diritti della dote della madre, i quali, morendo questa senza figli, sarebbero invece ritornati alla sua casa paterna. Matrimonio avvenuto nel maggio 1768.
70. ↑  Figlia di Francesco Provana, conte di Collegno. Quando si sposò era già orfana dei genitori, avendo perduto poco prima la madre, e molto prima il padre, ancora in verde eta. Rimasta incinta, ebbe una gravidanza molto difficile, e, sorpresa dal vaiolo, morì il 21 ottobre. Il matrimonio fu celebrato il 29 febbraio 1772.
71. ↑  Figlia del marchese Teofilo Calcagnini di Ferrara. Rimasta vedova fece ritorno a Ferrara. Il matrimonio avvenne nel 1778.
72. ↑  Nacque il l° maggio. Fu canonico cantore della cattedrale di Alessandria. Morì ii 4 febbraio.
73. ↑  Nacque il 13 giugno. Laureato in Legge a Torino, fu intendente ad Ivrea e poi in Acqui. Fu erede del fratello Manfredo. Morì il 20 luglio, improle, ultimo del suo ramo, lasciando erede universale la seconda moglie. Fu sepolto a San Giuliano Nuovo.
74. ↑  figlia di Ignazio Maria Ponte, signore di Lombriasco, e di Silvia di Saluzzo. Matrimonio nel 1787.
75. ↑  Figlia di Giuseppe (*? †1810), e di Felicita Giacinta Roero, figlia di Carlo Tomaso Roero, marchese di Cortanze e conte di Calosso (*1742 †1808). Morì a Torino il 7 giugno. Matrimonio nel 1809.
76. ↑  Gesuita. Uscito dall'Ordine, fu nominato nel 1765 canonico decano della collegiata dei Santi Pietro e Dalmazzo in Alessandria. Morì il 21 maggio.
77. ↑  Maschio, morto appena nato dopo aver ricevuto il battesimo.
78. 1 2  Divenne figura centrale di una disputa ereditaria dopo la morte dello zio Cristotoro nel 1810. Rivendicò l'eredità lasciata dalla vedova Vittoria Gavigliani, basandosi su un fidecommesso istituito nel 1577 da Manfredo II Ghilini. Inizialmente Daria propose un accordo amichevole, offrendo di rinunciare ai suoi diritti in cambio di 100.000 lire, nonostante il valore dell'eredità superasse il milione di lire. Di fronte al rifiuto della zia Vittoria, Daria intraprese una serie di azioni legali che si protrassero per cinque anni, culminando con una sentenza del Senato di Torino il 12 settembre 1815 a suo favore. Questo le permise di acquisire il possesso di Castelceriolo e dell'intero patrimonio ereditario dei Ghilini. Dopo aver ottenuto l'eredità, Daria si dedicò al restauro architettonico, ricostruendo la facciata prospiciente la piazza del suo Palazzo Ghilini-Sambuy ad Alessandria e l'ingresso principale. Alla sua morte, l'edificio fu ereditato dal primogenito, ne iniziò l'ampliamento che rimase però incompleto a causa della sua prematura scomparsa. Fu anche promotrice di iniziative benefiche, tra cui l'istituto delle "Dame della Carità", sotto il patrocinio della Beata Vergine Maria della Salve, un'opera che rifletteva l'impegno caritativo di monsignor Alessandro d'Angennes, vescovo di Alessandria. L'istituto aveva lo scopo di assistere gli infermi poveri a domicilio, coloro che non potevano essere accolti negli ospedali. Daria Ghilini morì a Torino il 3 gennaio e fu sepolta nel chiesa di Santa Maria della Scala di Chieri, nel sepolcro dei Balbo-Bertone.
79. ↑  Nacque il 3 novembre. Volando passare a guado con il suo cavallo il Bormida in tempo di piena, annegò. Fu sepolto a San Giuliano Nuovo.
80. ↑  Giovanni Giacomo Ghilini si distinse come letterato, esperto in diritto e oratore di talento. Ricoprì le cariche di cancelliere, segretario e consigliere per i duchi di Milano: Gian Galeazzo Maria Sforza, Ludovico il Moro, Massimiliano Sforza e Francesco II Sforza, avendo anche il privilegio di educare Giovanni Galeazzo, nipote di Ludovico il Moro. Partecipò attivamente alla vita politica e culturale del suo tempo, come dimostrato dal suo intervento nel congresso di pace di Bagnolo nel 1484 e dalla sua missione diplomatica a Napoli nel 1489, in occasione delle nozze di Gian Galeazzo Maria con Isabella di Napoli. Il 19 settembre 1494, ricevette in dono dal detto duca il territorio denominato "la Filippina" nella Frashetta, vicino ad Alessandria, insieme a tutte le sue pertinenze e il feudo di Movarone, nel Pavese. Durante l'occupazione francese degli Stati milanesi, Ghilini si ritirò dalla vita pubblica, per poi riprendere le sue funzioni con il ritorno degli Sforza, mantenendo le sue cariche fino alla tarda età. Contribuì alla letteratura e alla storiografia con alcune opere, tra cui uno studio sull'Ospedale Maggiore di Milano, pubblicato nel 1508 in concomitanza con la riforma ospedaliera voluta da Francesco Sforza, e la "Historia degli anni 1498 e 1499", oltre ad altri lavori che trovarono pubblicazione in Germania. Ghilini morì a Milano nel 1532, dove aveva vissuto gran parte della sua vita, e fu sepolto nella basilica di Sant'Ambrogio.
81. ↑  Figlia di Bartolomeo Ardizzone, signore di Oviglio.
82. ↑  Figlia di Paolo di Robbio e di Caterina Radicati dei conti di Cocconato.
83. ↑  Margherita (*? †?), sposa Gerolamo Paracchiolo (*? †?); Aurelia (*? †?), sposa Filippo Gallarati (*? †?); Emilia (*? †?), sposa Lodovico Falameri (*? †?).
84. ↑  Lodovica (*1574 †?); Tomaso (*1576 †?); Anna (*1583 †?); Barbara (*1585 †?); Clara (*1591 †?); Bianca (*1593 †?); Michele Camillo (*1596 †?).
85. ↑  Lodovico Ghilini nacque il 3 luglio e si distinse nel corso della sua vita per il servizio militare costantemente offerto alla corona spagnola. La sua carriera iniziò nel 1615, quando fu nominato decurione di Alessandria, per poi proseguire due anni dopo come capitano di fanti durante l'assedio di Vercelli. La sua partecipazione agli eventi militari si intensificò negli anni successivi, vedendolo impegnato nella Valtellina nel 1620 e promosso a sergente maggiore di un terzo nel 1629. La sua ascesa continuò nel 1635, quando fu nominato governatore del terzo della milizia alessandrina, partecipando alla difesa di Valenza. Il suo impegno lo portò a seguire il Marchese di Leganes nel Monferrato e, nel 1637, dopo la resa di Agliano, Ghilini assunse il ruolo di castellano della fortezza. L'anno successivo, la sua carriera militare lo vide mastro di campo e, nel 1640, governatore di Nizza nel Monferrato, dove si distinse per la difesa eroica contro gli assalti del governatore d'Alba, culminata nella resa del 1642 dopo un assedio durante il quale Ghilini fu ferito e sepolto sotto le macerie causate dall'artiglieria nemica. Nonostante le ferite e l'età avanzata, Ghilini continuò a servire in posizioni di rilievo, assumendo nel 1644 il comando delle milizie di Alessandria, Tortona e dell'Oltrepò Pavese. La sua carriera militare culminò nel 1656, quando decise di ritirarsi dalle sue funzioni. Tuttavia, di fronte all'assedio di Alessandria del 1657 da parte delle forze franco-sabaude guidate dal duca di Modena, Ghilini scelse di partecipare attivamente alla difesa della città, contribuendo alla sua liberazione attraverso la direzione delle operazioni di fortificazione. Si spense nel febbraio 1660 e trovò sepoltura nella chiesa di san Bernardino ad Alessandria, lasciando un'eredità di fedeltà e coraggio che lo ha reso una figura di rilievo nella storia militare della regione.
86. ↑  Una figlia, Antonia, sposa Baldassarre Cusani, Capitano comandante delle milizie di Vercelli il 1650 e decurione della stessa città. Si veda Tavole genealogiche della famiglia Cusani - Cusani di Vercelli.
87. ↑  Giuliano (*1580 †1625); Marco Antonio (*1579~1582 †1601~1604); Laura (*? †?); Cecilia (*? †?). Le due figlie furono monache nel convento di Santa Chiara di Alessandria del quale Cecilia fu badessa.
88. ↑  Bianca (*1616 †1640), sepolta nella cattedrale di Alessandria; Vittoria (*1618 †1665); Giulia (*1620 †?); Francesco Ottaviano (*1622 †1640); Giovanni Giacomo (*1625 †post 1669); Lucrezia (*1628 †1629), sepolta nella cattedrale di Alessandria nella cappella dei santi Cristoforo e Giuliano.
89. ↑  (I) Aurelio (*? †?); (II) Camillo (*? †?); (III) Vittoria (*? †?), sposa Ferdinando Francesco Maria Arborio di Gattinara (*1617 †?); (III) Lucrezia, sposa Lucas Patigno (*1631 †1678).
90. ↑  Benedetto (*? †?); Nicolò (*? †?); Ottaviano (*? †?); Tommaso (*? †?). Oltre i quattro figli menzionati, ebbe diverse figlie.
91. ↑  Originario di Valenza, integrò al proprio cognome "Aribaldi" quello di "Ghilini", ereditato dalla madre, perpetuato dai suoi discendenti. Dalla madre ereditò inoltre un considerevole patrimonio e il diritto di patronato del presbiterio nella chiesa di San Bernardino, appartenente all'Ordine dei frati minori della regolare osservanza.
92. ↑  Monaca.
93. ↑  Fu sacerdote. Nel 1709 redasse il proprio testamento in favore del nipote Antonio Fabio. Il 16 aprile 1711 venne assassinato nella propria residenza adiacente alla confraternita di Nostra Signora della Misericordia. Al momento del delitto, stava supervisionando la misurazione del grano da parte di individui che si erano spacciati per acquirenti. L'intento criminoso non andò a compimento a causa di circostanze impreviste: mentre i malintenzionati si apprestavano a eliminare l'unica testimone oculare, una domestica, l'inaspettato ingresso di un Padre Carmelitano e il rumore di una folla attratta da un cavallo messo in vendita nelle vicinanze indussero i responsabili a desistere dal loro piano, costringendoli alla fuga dalla residenza e dalla città.
94. ↑  Antonio Fabio Ghilini nacque il 27 novembre, divenne decurione di Alessandria il 6 gennaio 1716 insieme a suo fratello Carlo Francesco Fabio. La particolarità del nome "Fabio", ricorrente nella famiglia, era legata ad un vincolo di fidecommesso che escludeva dall'eredità coloro che non lo avessero portato, come riferito da Conzani nelle "Famiglie nobili alessandrine". Nel 1711, la tragica morte per assassinio dello zio Francesco Benedetto lo colse mentre si trovava a Monte, presso Valenza. Ricevuta la notizia, si precipitò ad Alessandria, dove fu arrestato in seguito ad una denuncia della madre, che nutriva per lui scarso affetto. La madre lo accusò di essere il mandante dell'omicidio per il suo desiderio di accedere in anticipo all'eredità dello zio. L'accusa sembrò trovare conferma nel ritrovamento addosso a lui di una copia del testamento dello zio e di un fazzoletto macchiato di sangue. Nonostante potesse fornire un alibi, sussisteva il sospetto che avesse commissionato l'assassinio. Le sue risposte durante gli interrogatori furono confuse e stava per essere sottoposto a tortura per estorcergli una confessione, quando si scoprì che uno degli assassini era al servizio del duca di Parma. Grazie all'intervento di Giovanni Stefano Stortiglione, conoscente della corte parmense, l'assassino fu consegnato alla giustizia di Alessandria. Questi, una volta confessato il crimine e chiarito di aver agito per rapina senza alcun mandante, fu condannato e giustiziato. Ciò portò all'immediata liberazione e assoluzione del Ghilini. Tuttavia, gli anni successivi furono turbati da aspri conflitti con i fratelli, culminati solo con la sua morte e quella di uno di loro. Nonostante avesse l'opportunità di acquistare il feudo di Monte, dove possedeva beni e per il quale il figlio Giuseppe Fabio si era offerto di prestargli il denaro necessario, una notte di gioco gli fece perdere tutto. Il feudo fu successivamente acquisito dalla città di Valenza, che ne ottenne il titolo comitale il 22 gennaio 1743. Antonio Fabio si distinse per un carattere apatico, affrontando le dispute con indifferenza e trascurando le vicende domestiche, indifferentemente al loro esito positivo o negativo.
95. ↑  Figlia ed erede dell'ultimo del suo ramo, Giuseppe Bellingeri. Si sposò nel 1711.
96. ↑  Nacque il 7 febbraio. Fece testamento in favore del nipote Giuseppe Fabio, erigendo una primogenitura per i suoi figli.
97. ↑  Fece testamento in favore del fratello Carlo Francesco il 2.V.1706.
98. ↑  Signore di Ponti.
99. ↑  Conte originario di Casale.
100. ↑  Decurione di Alessandria il 29 dicembre 1735. Nonostante le potenzialità offerte da matrimoni vantaggiosi, la sua famiglia non riuscì a raggiungere un elevato splendore a causa delle continue turbolenze, del gioco d'azzardo e delle dispute interne. Grazie al sostegno della sua prima moglie, una donna prudente e parsimoniosa, Giuseppe si impegnò attivamente nel risanamento delle finanze familiari, erose dalle continue contese. In questo contesto, decise di vendere la residenza familiare adiacente alla confraternita di Nostra Signora della Misericordia, allo scopo di saldare un debito di 35.000 lire verso lo zio Carlo Mercurino, derivante da una lunga disputa legale iniziata ai tempi del padre. Sebbene privo di una formale educazione, Giuseppe possedeva un notevole acume negli affari, che tuttavia era accompagnato da modi piuttosto bruschi. Appassionato di agricoltura, dedicò energie nel miglioramento delle sue proprietà terriere, riuscendo a raddoppiare i ricavi. Come il padre, manteneva un temperamento gioioso e incline alla scherzosità, anche nei momenti difficili. Di corporatura robusta, non era particolarmente alto ma si distingueva per la sua forte costituzione. Giuseppe concluse la sua vita il 20 dicembre nella sua tenuta a Monte.
101. ↑  Figlia di Giovanni Domenico Ceva di San Michele, si sposò con Giuseppe Fabio nel 1742. Morì di vaiolo appena dopo la nascita della seconda figlia.
102. ↑  Figlia di Paolo Ignazio Bracco conte di Sordevolo. Il matrimonio fu celebrato nel 1754.
103. ↑  Originario di Vercelli. Figlio di Giovanni Battista Avogadro, signore di Cerrione.
104. ↑  Patrizio alessandrino, figlio di Priamo Gamondi e di Isabella Pavaranza.
105. ↑  Tutte religiose.
106. ↑  Religiosa nel convento di Santa Margherita in Alessandria.
107. ↑  Conte di Cuccaro.
108. ↑  Originaria di Acqui, fu inizialmente la donna di servizio di Filippo Fabio. Morì nella casa di cura psichiatrica "Villa Cristina" di Torino.
109. ↑  Nacque il 28 gennaio. Dopo aver completato il curriculum previsto presso l'Accademia Reale di Torino, intraprese la carriera militare come sottotenente nel reggimento "Nizza Cavalleria" nel 1834, per poi essere promosso tenente nel reggimento Piemonte nel 1845 e raggiungere il grado di capitano il 3 ottobre 1848. Partecipò attivamente alla campagna militare del 1848, durante la quale si distinse a Governolo, venendo decorato con una medaglia al valore. Il 14 marzo 1859 fu collocato in congedo con il grado di maggiore. Morì celibe il 24 settembre.
110. ↑  Nacque ad Alessandria il 17 aprile. Terminato gli studi presso l'Accademia Reale di Torino, iniziò la sua carriera militare come sottotenente nel reggimento "Genova Cavalleria" nel 1835. Nel corso degli anni, avanzò nei ranghi fino a diventare maggior generale l'11 marzo 1865, avendo precedentemente ricoperto le posizioni di tenente colonnello dal 1º aprile 1860 e di colonnello dall'11 aprile 1861, periodo durante il quale fu al comando dei reggimento "Cavalleggeri di Alessandria". Si distinse nella battaglia di Novara, per la quale ricevette una medaglia d'argento, e fu insignito della croce di Cavaliere dell'Ordine militare di Savoia nel 1866 e di quella di Commendatore dell'Ordine dei Santi Maurizio e Lazzaro il 6 giugno 1867. Morì celibe l'8 aprile.
111. ↑  Nacque a Bobbio e divenne colonnello di cavalleria. Morì a Torino il 27 febbraio.
112. ↑  Nacque il 7 ottobre. Divenne decurione di Alessandria nel 1648. Durante il suo servizio per gli spagnoli, partecipò all'impresa di Porto Longone, dove il suo coraggio gli valse immediatamente il comando di una compagnia di fanti italiani. Successivamente, si distinse nella guerra civile piemontese, in particolare nell'assalto di Asti nel 1650 sotto il comando di Gian Galeazzo Trotti, nell'assedio di Trino nel 1652, e in quello di Valenza nel 1656, dove ottenne il grado di sergente maggiore. Questo titolo gli permise di partecipare anche ai conflitti in Portogallo. Nel 1666, fu uno dei tre legati alessandrini inviati a Finale per porgere omaggi a Margherita Teresa d'Asburgo, sposa dell'imperatore Leopoldo. Nel 1676, acquistò il feudo di Pavone, ricevendone l'investitura come Signore il 30 aprile e il titolo di Conte il 6 maggio 1681. Ricoprì anche l'incarico di governatore interinale di Tortona e quello di luogotenente del mastro di campo generale il 23 novembre 1680. Morì a Milano.
113. ↑  Figlia del conte Giuliano Cipelli di Vercelli. Sposa il Ghilini il 28 gennaio 1671. Vedova, sposo il 5 gennaio 1689 Giovanni Battista Trotti, consinore di Fresonara, figlio di Carlo Matteo Trotti.
114. ↑  Come figlia primogenita, senza fratelli, ereditò la contea di Pavone alla morte del padre e ricevette l'investitura il 26 gennaio 1702 da re Filippo V di Spagna, così come suo padre lo ricevette il 30 aprile 1676. Giacinta morì il 22 marzo e fu sepolta nella chiesa della confraternita di San Giovanni Decollato ad Alessandria. Lasciò la contea di Pavone al nipote Lodovico III Guasco Gallarati di Solero, marchese di Solero.
115. ↑  Per testamento della madre assume il cognome "Guasco Gallarati". Venne nominato capitano di cavalleria di S. M. Cattolica. il 16 settembre 1690, nel prato di san Baudolino ad Alessandria, fu colpito a morte da un soldato, Bruno Robotti di Solero, che confessò di aver compiuto l'atto su mandato del generale francese Nicolas Catinat.
116. ↑  figlio di Francesco Ottavio, marchese di Castelletto, e Maria Ruiz d'Araciel.
117. ↑  Marchese di Santa Giulia. Figlio di Francesco Andrea Del Carretto.
118. ↑  Nacque il 25 dicembre a Monza. Fu decurione di Alessandria e capitano di fanteria per la Spagna. Morì il 16 ottobre a causa della peste e fu sepolto nella chiesa di santa Maria del Carmine
119. ↑  Figlia del governatore di Como Luigi Trotti fu sepolta nella chiesa di san Marco - trasformata in seguito nella nuova cattedrale di Alessandria, quando quella antica venne distrutta per ordine di Napoleone Bonaparte nel 1803, nella cappella del Rosario.
120. ↑  Giacomo Ottaviano Ghilini nacque il 10 settembre. La sua carriera militare iniziò al servizio del cardinale Maurizio di Savoia, successivamente entrò nelle file della Spagna come capitano di cavalleria. Nell'ambito della guerra civile piemontese fu presente alla presa di Asti nel 1639, all'assedio di Casale, e nel 1640, durante un tentativo di liberare Torino, fu catturato. Dopo la prigionia, Ghilini assunse il comando di una compagnia di corazzieri sotto Sinibaldo Fieschi. Nel 1656, prese il posto dello zio Ludovico come governatore delle milizie del contado di Alessandria e dell'Oltrepò Pavese. Nel 1657, divenne mastro di campo e fu ferito da un colpo di moschetto alla spalla mentre difendeva la mezzaluna Baratta durante l'assedio di Alessandria. Il 22 marzo 1670, Ghilini fu investito del titolo di marchese di Maranzana, titolo acquisito dall'acquisto del feudo dai di Caresana. L'8 febbraio 1680, acquistò la Contea di Rivalta dai di Sannazzaro e ne fu infeudato il 2 maggio dello stesso anno.
121. ↑  Figlia di Carlo Ambrogio Arborio e di Isabella Guasco.
122. ↑  Nato il 21 dicembre. Religioso eremitano di Sant'Agostino, con il nome di Carlo Ambrogio. Nel 1652 fu priore del convento di San Martino in Alessandria.
123. ↑  Dopo gli studi all'Università di Pavia, si orientò verso la carriera militare. Per nove anni fu al comando di una compagnia di fanteria al servizio di Filippo IV di Spagna. Successivamente, nel 1612, ricoprì l'incarico di capitano dei corazzieri a cavallo. Nel 1655, partecipò all'assedio di Pavia contro le forze di Francesco I d'Este, duca di Modena e generale per Luigi XIV di Francia. L'anno seguente, nel corso delle operazioni per la liberazione di Valenza, assediata dalle truppe francesi, l'11 settembre subì gravi ferite a causa di due colpi di moschetto al braccio destro, ferite che portarono alla sua morte la sera dello stesso giorno ad Alessandria. La sua sepoltura avvenne nella chiesa di San Bernardino.
124. ↑  Monaca e badessa nel convento di San Sebastiano di Pozzuolo di Alessandria, con il nome di Anna Lodovica.
125. ↑  Nato il 30 aprile fu colonnello di fanteria per la Spagna.
126. ↑  Nata il 30 aprile 1604. Da vedova acquistò il feudo di Quargnento (incamerato nel 1632 all'estinzione del ramo dei Maurugi di Tolentino), e il 10 febbraio 1725 ne fu infeudato in titolo comitale il figlio Cesare Cuttica, signore - poi, il 9 marzo 1756, marchese - di Cassine.
127. ↑  Nobile del S.R.I. e signore di Cassine, figlio di Lorenzo III e di Teresa Stampa, di Guido Antonio Stampa, barone di Montecastello e signore di Tromello. Matrimonio celebrato il 18 febbraio 1682.
128. ↑  Di Pavia. Marchese di Vignole, figlio di Carlo Lunati Visconti, uno dei 60 decurioni di Milano, e di Livia Arconati, figlia di Francesco. Matrimonio celebrato il 15 novembre 1695.
129. ↑  Dei consignori del Marchesato di Ceva, scudiere di Madama Reale, figlio del marchese e presidente Gaspare Balbis, e di Costanza Arborio di Gattinara. Morì il 17 settembre.
130. ↑  Significativamente più anziano di Angela, commissionò l'imponente Palazzo Saluzzo di Paesana a Torino. Senza eredi dal suo matrimonio con Angela e avendo avuto solo un figlio dal primo matrimonio, lasciò un'ampia eredità alla sua seconda moglie. Era già deceduto alla data del testamento del padre di Angela, il 22 luglio 1748, nel quale Angela è menzionata come vedova.
131. ↑  Venuta al mondo il 28 luglio, abbracciò la vita religiosa il 20 settembre 1722, entrando come monaca agostiniana nel convento della Santissima Annunziata di Alessandria, durante l'abbaziato di suor Angela Francesca Guasco. In seguito, adottando il nome religioso di suor Marianna Francesca, ricoprì più volte la carica di badessa all'interno della sua comunità. Nel 1759, si distinse per il suo generoso contributo finanziario alla ricostruzione della chiesa del suo convento.
132. ↑  Nacque il 25 dicembre e divenne cavaliere di Malta l'11 febbraio 1724. Rivestì il ruolo di decurione di Alessandria il 19 dicembre 1795. Nel 1779, ricoprì l'incarico di brigadiere nella Regia Armata Sarda e fu anche colonnello dei dragoni del duca di Chiablese. Promosso a tenente generale nel 1785, assunse successivamente la posizione di ispettore del dipartimento di cavalleria, oltre ad essere gentiluomo di Camera di Sua Maestà. Ricoprì l'incarico di governatore di Valenza e successivamente di Casale nel 1790. Il 22 maggio 1789 gli fu conferita la Gran Croce dell'Ordine dei Santi Maurizio e Lazzaro. Si spense l'8 febbraio a Casale, dove fu tumulato nella chiesa di Sant'Antonio.
133. 1 2 3  Sepoltura avveuta nella chiesa di San Bernardino.
134. ↑  Nacque il 27 settembre e, da giovane, si arruolò nella Regia Armata Sarda nel 1795, ottenendo il grado di luogotenente nel reggimento di Tortona. Partecipò alla campagna d'Italia contro le forze francesi insieme a suo padre. Con l'occupazione del Piemonte da parte dei francesi nel 1797, abbracciò i principi repubblicani, scelta che presumibilmente contribuì a preservare il patrimonio familiare. Successivamente, servì sotto Napoleone Bonaparte come capitano in un reggimento. Alfonso Carlo morì ad Alessandria, prematuramente rispetto al padre, il 17 maggio.
135. ↑  Cristina nacque il 1º luglio, distintasi per la sua notevole bellezza, caratterizzata da una pelle particolarmente chiara e capelli biondi. Nonostante non fosse avvantaggiata in termini di statura, essendo piuttosto bassa e formosa, brillava per il suo talento e la sua cultura, dimostrandosi sempre pronta e arguta nelle conversazioni. Fu una figura di spicco negli ambienti mondani. Servì come dama di compagnia per la principessa Paolina Bonaparte, moglie del principe Camillo II Borghese e governatrice del Piemonte e del Genovesato, risiedendo a Torino. A Parigi, divenne celebre nelle cerchie della principessa, guadagnandosi la fama di "bella piemontese". Si narra che catturò anche l'attenzione dell'Imperatore, da cui ricevette numerosi doni. A Torino, era considerata la donna più elegante e affascinante dell'epoca. Tuttavia, con il ritorno di Casa Savoia nel 1814, incontrò diverse difficoltà: fu esclusa dalla società, le fu assegnato il peggiore dei palchetti al teatro, venne emarginata e non più invitata dagli ambasciatori. Questo non avvenne per la sua associazione con la principessa Borghese, dato che altre dame avevano ricoperto lo stesso ruolo, ma piuttosto per essere stata vicina all'Imperatore sconfitto e per essere figlia del marchese Ghilini. Quest'ultimo, ex scudiero del Duca d'Aosta, fu nominato conte dell'Impero e Ufficiale della Legion d'onore al suo ritorno in patria nel 1803, ma la sua doppia lealtà nei confronti delle corti gli costò il riconoscimento a corte. Nonostante le avversità, la contessa Cristina non trascurò mai l'educazione e i valori familiari, che rimasero sempre la sua priorità. Alla morte del padre, divenne l'unica erede del suo vasto patrimonio, grazie anche all'approvazione regale che le permise di sciogliere i vincoli fidecommessi, altrimenti destinati ai membri maschi della famiglia Ghilini superstiti. Generosa per natura, si dedicò al sostegno dei meno fortunati, lasciando alla sua morte, avvenuta ad Alessandria il 10 dicembre, un'eredità di 10.000 lire all'ospedale di Alessandria per la creazione di un letto per gli incurabili. Questo gesto è commemorato da una lapide nell'ospedale, che recita: 1841 / Cristina Ultima Dei Marchesi Ghilini / Moglie Del Conte Scipione Mathis / Fonte Inesauribile Di Beneficenza / Aggiungeva Un Letto Per Gli Incurabili / Mediante L. 10000.
136. ↑  Originario di Bra, conte di Cacciorna, figlio di Carlo Mathis. Si sposò con Cristina il 9 febbraio 1803. Ebbero cinque figli: due maschi, Alfonso, primogenito, e Casimiro, morti entrambi celibi, e tre femmine, nelle quali si consolido la fortuna di questo ramo dei Ghilini: Enrichetta, sposò nel 1825 Giovanni Rufino Ghislieri; Paola, nel 1827 si maritò con Luigi Franchi, conte di Pont; Maria Antonia Giuseppina unitasi in matrimonio il 26 luglio 1836 con Antonio Faà dei Marchesi di Bruno.
137. ↑  Nacque l'8 novembre. Fu paggio di Napoleone Bonaparte, poi ufficiale nel 12º reggimento dei corazzieri. Risultò disperso nel 1812 durante la campagna di Russia.
138. ↑  Sposò Daria Pettenari nel 1628. Morì per la peste del 1630 e fu sepolto nella chiesa di san Bernardino.
139. ↑  Figlia ed erede di Giovanni Alberto Pettenari.
140. ↑  Nato postumo il 4 novembre a San Giuliano. Decurione di Alessandria. Deputato alle vettovaglie durante l'assedio di Alessandria 1657.
141. ↑  Figlia di Giulio Antonio Cermelli e di Laura Balbi.
142. ↑  Decurione di Alessandria, divenne l'erede di Enrico Pettenari, scomparso il 10 novembre 1685, dando origine al ramo familiare dei Ghilini Pettenari. La sua fortuna crebbe ulteriormente quando ereditò anche i beni della famiglia Caccia, unendo così due vasti patrimoni e diventando l'uomo più ricco della città nel suo tempo. Il 25 febbraio 1700, un devastante incendio distrusse sia la chiesa dedicata a San Giuliano Martire che la vicina casa parrocchiale nella Fraschetta alessandrina. In risposta a questa calamità, Fabrizio Ghilini prese l'iniziativa di costruire una nuova parrocchia, dedicandola alla Madonna del Rosario. Questa nuova chiesa sorse a mezz'ora di cammino dalla precedente, dando vita al borgo di San Giuliano Nuovo. La vecchia località prese il nome di San Giuliano Vecchio, che dovette attendere fino al 1838 per vedere la riconsacrazione della sua parrocchia, questa volta intitolata a Maria Vergine Assunta.
143. ↑  Figlia di Carlo Maria Inviziati e di Emilia Francesca Inviziati.
144. ↑  Signore di Casalrosso. Matrimonio celebrato nel 1696.
145. ↑  Figlia del capitano Giacomo Francesco Ferrari e di Margherita, di Agostino Maria Vespa, e sorella di Carlo Francesco, conte di Spinetta e Marengo.
146. ↑  Si distinse durante la battaglia di Bassignana contro l'esercito franco-spagnolo. Sposò Marianna Guasco nel 1745.
147. ↑  Figlia del marchese di Spineda Giovanni Antonio Olivazzi e di Margherita Visconti di Somma. Matrimonio celebrato nell'agosto 1788.
148. ↑  Nel 1790 acquistò dall'ospedale di Como un insieme di vecchie abitazioni con terreni annessi. Dopo averle demolite, eresse un'elegante residenza caratterizzata da linee architettoniche classiche, successivamente conosciuta come Villa Geno. Durante i lavori di scavo, vennero scoperte varie lapidi di epoca cristiana, che furono trasferite al museo di Como. In seguito, la villa passò di mano ai Marchesi Cornaggia, che infine la cedettero al Comune di Como, rendendola accessibile al pubblico.
149. ↑  Originario di Modena, si distinse come Cavaliere dell'Ordine reale di Santo Stefano d'Ungheria e fondò una Commenda all'interno dello stesso Ordine, rivestì inoltre la carica di commendatore dell'Ordine dei Santi Maurizio e Lazzaro. Era figlio di Paolo Antonio Menafoglio e di Angiola Beria, figlia naturale del Marchese d'Ormea. Paolo Antonio, inizialmente capomastro e successivamente proprietario di una drogheria a Torino, accumulò ricchezze come fornitore militare durante le guerre del 1733, ottenendo da Maria Teresa d'Austria il titolo di marchese e il feudo di Barate.
150. ↑  Al servizio di Casa Savoia ricoprì il ruolo di alfiere nel 1776 presso il reggimento di Asti, partecipando alle campagne militari contro i francesi a partire dal 1792. Nel 1799, aderì alle idee repubblicane insieme a figure come Paolo Castellani, il conte Ferrari e il marchese Pio Prati. Fu membro dell'Accademia degli Immobili, dove era conosciuto con il soprannome di "Benigno", e si cimentò nella scrittura, producendo opere come il poema umoristico "Il Marengo" e varie liriche. La sua vita si concluse nel 1832, durante i conflitti in Spagna.
151. ↑  Appartenente alla famiglia dei Conti di Villanovetta, parteggiò per Napoleone. Al ritorno di Casa Savoia nel 1814, abbandonò l'Italia e andò in Francia, dove si risposò.
152. ↑  Si ritirò con il grado di maggiore di piazza presso Acqui. Morì a Torino.
153. ↑  Originario di Sale.
154. ↑  Fu al servizio di Napoleone nel reggimento dei Veliti italiani nel 1807. Tenente nel 5º reggimento di linea, il 12 gennaio 1809 fu creato cavaliere della Corona di Ferro. Venne ucciso il 7 marzo durante la guerra d'indipendenza spagnola.
155. ↑  Fu ufficiale nella Regia Armata Sarda. Avendo sfidato un suo superiore, fu mandato agli arresti a Fenestrelle. Ne fu, in seguito, liberato con l'obbligo di dimettersi. Prese allora servizio in Austria, ma presto lo lasciò; nel 1822 fu a Genova con la madre per chiedere grazia completa al re Carlo Felice. Improvvisamente però partì per l'Egitto e si pose al servizio del Chedivè Muhammad Ali, in qualità di capitano istruttore. Fu per tre anni a Calcutta e a Bombay, quindi in Siria, quando si trovò alla battaglia di Konya, testimoniando la schiacciante vittoria di Ibrāhīm Pascià sugli ottomani. Rimpatriò dopo 15 anni.
156. ↑  Fu la schiava cristiana etiope di Giuseppe. Si unirono in matrimonio nel 1825.
157. ↑  Fu al servizio di Napoleone poi di Casa Savoia nel 1814. Fu maggiore nella brigata Aosta, prefetto dell'Accademia Militare e cavaliere dell'Ordine dei Santi Maurizio e Lazzaro. Ritiratosi in Alessandria, fu giudice provveditore, sindaco di prima classe nel 1840, consigliere provinciale, e nel 1841 nominato gentiluomo di Camera del Re. Si disse che avesse sposato segretamente Costanza Ceppi dei conti di Bairols, vedova di Antonio De Porzelli, ultimo conte della Valle delle Grazie, in seguito Valmadonna. Ebbero comunque una relazione molto intima.
158. 1 2 3  Nel 1814 seguì la madre in Francia.
159. ↑  Nata a Il Cairo il 22 luglio. Si sposa nel 1857 e morì il 4 novembre.
160. ↑  Nobiluomo originario di Casalotto, una frazione di Mombaruzzo.
161. ↑  Nato a Damasco il 3 settembre. Morì, lasciando eredi le sorelle, il 3 marzo.
162. ↑  Nacque a Gaza il 3 novembre.
163. ↑  Nata ad Alessandria il 17 agosto.
164. ↑  Figlio di Carlo Emanuele Balbo Bertone (*? †1803) e di Rosalia Asinari (*? †1813).
165. ↑  Maria Manfreda (*1794 †?); Carlo (*1795 †1827); Ernesto (*? †1827).
166. ↑  Figlia dei marchesi De Ganay, e nipote del banchiere James-Alexandre de Pourtalès.
167. ↑  Carlo (*1838 †1863); Federico (*1840 †?); Emilio (*1842 †1868); Ferdinando (*1844 †?); Vittorio (*1846 †1876).
168. ↑  Gaetano Galli dei Conti della Loggia.
169. ↑  Alberto (*1877 †1895); Carlotta (*1871 †?); Elisabetta (*1885 †?).
170. ↑  Marchese di Lesegno.
171. ↑  Maria (*1878 †?); Marco (*1880 †?); Rosa (*†1891).
172. ↑  Ernesto (*1905 †1907); Manfredo Carlo (*†1917).
173. ↑  Dipinto olio su tela di anonimo, conservato presso l'Archivio di Stato di Alessandria, XII secolo - primi anni del XVIII secolo
174. ↑  Cfr. Signori di Marengo e Sezzè

### Codici, fondi, archivistica
- Carlo Guasco, Cronaca alessandrina, a cura di Annibale Civalieri Inviziati, Torino, 1894-1897.

### Genealogica, araldica
- Francesco Guasco di Bisio, Famiglie Ghilini, Lanzavecchia, Gavigliani, Straneo, in Tavole genealogiche di famiglie nobili alessandrine e monferrine dal secolo IX al XX, vol. 6, opera postuma riveduta e pubblicata dal figlio Emilio, Casale, Tipografia Cooperativa Bellatore, Bosco & C., 1930.

### Storica, annalistica, trattatistica
- Carlo A-Valle, Storia di Alessandria. Dalle origini ai giorni nostri (PDF), vol. 4, Torino, Fratelli Falletti, 1855.
- Vittorio Angius (a cura di), Sulle famiglie nobili della monarchia di Savoia, illustrazioni di Giovanni Monneret (incisioni) ed Enrico Gonin (illustrazioni), vol. 4, Torino, Giuseppe Cassone tipografo, 1857.
- Lucio Bassi, Ghilini. Il palazzo e la sua storia, Alessandria, Provincia di Alessandria, 1989.
- Francesco Barrera, Il profumo di un'epoca, Alessandria, Ugo Boccassi Editore, 2000.
- Annalisa Dameri e Roberto Livraghi, Il nuovo volto della città. Alessandria nel Settecento, Alessandria, SO.G.ED. srl, 2005, ISBN 9788890458408.
- Lucio Bassi e Alberto Ballerino, Il Palazzo Comunale di Alessandria, Alessandria, Edizioni Il Piccolo, 2008.
- GBS, Storia della parrocchia di San Martino di Bollate (PDF), Bollate, Parrocchia di San Martino di Bollate, ottobre 2014.
- Simone Albonico e Simone Moro (a cura di), Gaspare Ambrogio Visconti e la Milano di fine Quattrocento: politica, arti e lettere, Roma, Viella Libreria Editrice, 2020.

### Biografica
- Gabriele Archetti, Cristoforo Ghilini, in Dizionario biografico degli italiani, vol. 53, Roma, Istituto dell'Enciclopedia Italiana, 2000.
- Paola Bianchi, Tommaso Ottaviano II Ghilini, in Dizionario biografico degli italiani, vol. 53, Roma, Istituto dell'Enciclopedia Italiana, 2000.
- Paola Bianchi, Vittorio Amedeo Ghilini, in Dizionario biografico degli italiani, vol. 53, Roma, Istituto dell'Enciclopedia Italiana, 2000.

### Pubblicazioni, Riviste, Studi, Ricerche
- Francesco Gasparolo, Vittorio Amedeo Ghilini (PDF), in Rivista di Storia, Arte, Archeologia della Provincia di Alessandria, Anno VII, Fascicolo 21, Alessandria, G. Jacquemod e Figli, 1898.
- Giovanni Chevalley, Società degli Ingegneri ed Architetti di Torino, Un Avvocato Architetto. Il conte Benedetto Alfieri (PDF), Contributo alla storia dell'architettura italiana, Torino, 26 marzo 1915.

### Risorse in rete
- Ambrogio Ghilini, su http://accademiadellescienze.it/. URL consultato il 25 febbraio 2015.
- Edoardo Rossetti, Milano, Palazzo di Tristano Sforza, su neorenaissance.supsi.ch, https://neorenaissance.supsi.ch/.